# Antonio Gramsci
Antonio Sebastiano Francesco Gramsci (Ales, 22 gennaio 1891 – Roma, 27 aprile 1937) è stato un politico, filosofo, politologo, giornalista, antifascista, linguista e critico letterario italiano.
Nel 1921 fu tra i fondatori del Partito Comunista d'Italia, ricoprendone la carica di segretario dall'agosto 1924. Nel 1926 fu arrestato e incarcerato dal regime fascista. Nel 1934, in seguito al grave deterioramento delle sue condizioni di salute, ottenne la libertà condizionata e fu ricoverato in clinica a Roma, dove trascorse gli ultimi anni di vita. Nel 1937 
morì a seguito di emorragia cerebrale.
Considerato uno dei più importanti pensatori del XX secolo, nei suoi scritti, tra i più originali della tradizione filosofica marxista, Gramsci analizzò la struttura culturale e politica della società. Elaborò in particolare il concetto d'egemonia, secondo il quale le classi dominanti impongono i propri valori politici, intellettuali e morali alla società, con l'obiettivo di saldare e gestire il potere intorno a un senso comune condiviso da tutte le classi sociali, soprattutto quelle subalterne.

## Biografia

### L'infanzia e i primi studi

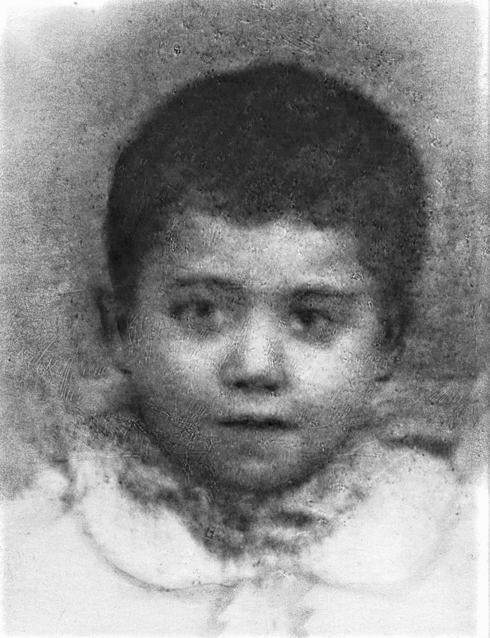
Antonio Gramsci intorno al 1897

Antonio Gramsci nacque ad Ales il 22 gennaio 1891 da Francesco Gramsci (1860-1937), i cui avi erano di origine arbëreshë, e da Giuseppina Marcias (1861-1932), di lontana ascendenza ispanica. I due si conobbero a Ghilarza, si sposarono nel 1883 e dopo un anno nacque il primogenito Gennaro; poi la famiglia si trasferì ad Ales dove Giuseppina Marcias diede alla luce Grazietta (1887-1962), Emma (1889-1920) e Antonio. Nell'autunno del 1891 il padre divenne responsabile dell'Ufficio del Registro di Sòrgono e i Gramsci traslocarono nel paese che era centro amministrativo della Barbagia Mandrolisai; qui nacquero altri tre figli: Mario (1893-1945), Teresina (1895-1976) e Carlo (1897-1968). Infine la famiglia rientrò a Ghilarza nel 1898 e lì fissò la dimora definitiva.
Il piccolo Antonio aveva solo diciotto mesi quando sulla sua schiena si manifestarono i segnali del morbo di Pott, una tubercolosi ossea che causa il cedimento della spina dorsale e la comparsa della gobba. Ma la famiglia scelse di rifugiarsi nella superstizione, rifiutando di affidarsi alla medicina che, con una diagnosi tempestiva e un intervento chirurgico, avrebbe evitato che gli effetti della malattia provocassero danni permanenti allo scheletro e a tutto l'organismo. All'età di quattro anni, Antonio per tre giorni di seguito soffrì di emorragie associate a convulsioni; secondo i medici tali avvisaglie avrebbero portato a un esito fatale, tanto che vennero comperati una piccola cassa da morto e un abito per la sepoltura.

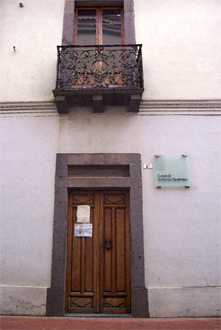
La casa di Ghilarza dove Gramsci trascorse l'infanzia, ora museo a lui dedicato

L'infanzia di Gramsci fu anche turbata dall'arresto del padre, dopo un'ispezione nell'ufficio di Sòrgono e a seguito di un'inchiesta che rilevò a suo carico illeciti penali; il processo per peculato, concussione e falso in atto pubblico si concluse il 27 ottobre 1900 e Francesco Gramsci, giudicato colpevole, fu condannato a cinque anni, otto mesi e ventidue giorni di reclusione, con la sospensione dall'impiego e la perdita dello stipendio. La famiglia restò priva di sostegno economico e Giuseppina Marcias dovette dedicarsi al sostentamento dei figli lavorando senza sosta e lasciando nel figlio Antonio un'impronta di rigore, orgoglio e abnegazione.
A Sòrgono, Gramsci frequentò un asilo religioso assieme a tre delle sue sorelle. Anche a causa delle precarie condizioni di salute, fu mandato alle scuole elementari all'età di sette anni. A casa aveva già imparato a leggere e divorava di tutto, da Carolina Invernizio a Emilio Salgari; questa sua curiosità culturale, unita al suo inizio scolastico in ritardo, gli permise alle elementari un percorso scolastico brillante e un eccellente punteggio di uscita. Per contribuire alla difficile situazione finanziaria della famiglia, nell'estate fra il quarto e il quinto anno delle elementari andò a lavorare con il fratello Gennaro dieci ore al giorno nell'Ufficio del catasto di Ghilarza per una misera paga, trasportando pesanti registri che spossavano il suo già fragile corpo. Parallelamente agli impegni di studio, sviluppò una grande capacità manuale: costruiva giocattoli, rudimentali attrezzi ginnici per irrobustire le braccia, e creò perfino un'ingegnosa struttura in lamiera per farsi la doccia.

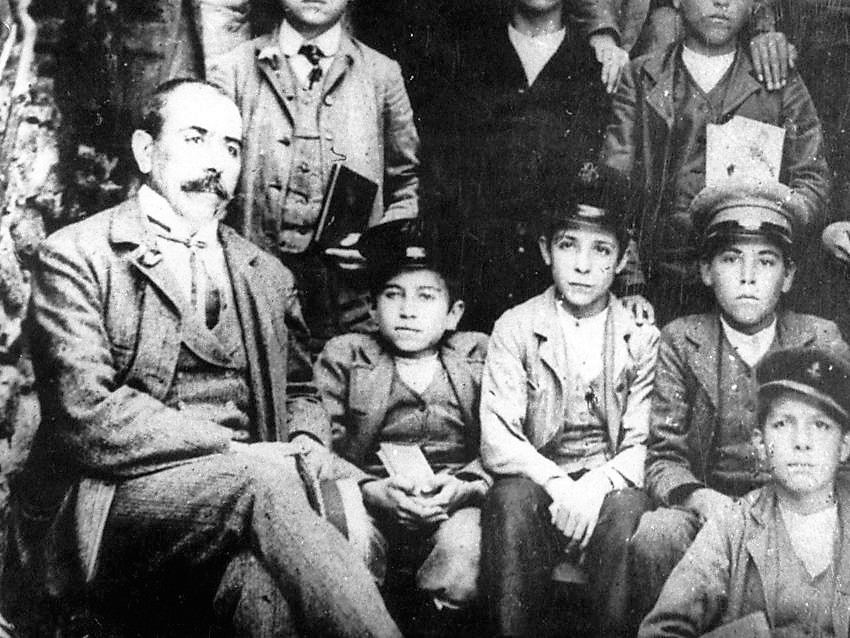
Antonio Gramsci (a fianco del professore) nel 1905 al ginnasio di Santu Lussurgiu

Concluse il primo ciclo di studi nel 1903 ma le condizioni economiche della famiglia non gli permisero di iscriversi subito al ginnasio, e per aiutare le entrate domestiche compì lavori faticosi all'Ufficio del catasto non rinunciando però all'idea di proseguire nel percorso scolastico: studiò da autodidatta, con l'aiuto di qualche ripetizione e nel 1905 si iscrisse al ginnasio di Santu Lussurgiu. Nei tre anni del ginnasio, visse a pensione da una contadina durante la settimana; il sabato e la domenica rientrava a casa, che distava diciotto chilometri, a piedi o in diligenza. Il diciassettenne Gramsci conseguì la licenza ginnasiale a Oristano nell'estate del 1908 e si iscrisse al Liceo classico Giovanni Maria Dettori di Cagliari, città in cui raggiunse il fratello Gennaro che vi si era stabilito dopo aver ottenuto il trasferimento al Catasto del capoluogo sardo. L'impiego fu però presto abbandonato perché Gennaro preferì fare il contabile in una fabbrica di ghiaccio per una paga modesta che presto si dimostrò insufficiente a garantire il mantenimento di due persone.

### Gramsci a Cagliari

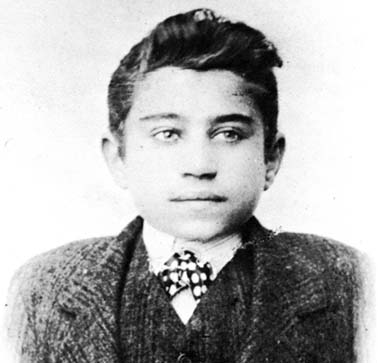
Antonio Gramsci a quindici anni

Il soggiorno a Cagliari costituì una tappa importante per la formazione del giovane Gramsci. All'epoca il capoluogo sardo era una cittadina nella quale prevalevano commercio e sedi amministrative e dove erano tuttavia presenti fasce di classe operaia soprattutto nei distretti minerari; era anche una sede universitaria che per sua natura costituiva un veicolo di circolazione della cultura e si rivelò centro di diffusione delle idee socialiste. Tra febbraio e maggio del 1906, l'alto costo della vita, che non aveva risparmiato i ceti medi, scatenò moti popolari in tutta l'isola, agitazioni che vedevano una unione fra proletariato urbano e minatori da un lato, e contadini e pastori dall'altro, in contrapposizione alla borghesia. Nonostante la dura repressione che soffocò i movimenti di protesta, l'indipendentismo sardo riprese vigore e innestò le proprie istanze nella saldatura tra strati medi urbani e proletariato. In compenso la vita culturale era fiorente, vi si pubblicavano tre quotidiani, c'erano due teatri, locali di varietà, circoli e cinema, e così gli interessi del giovane virarono verso il teatro, il giornalismo e la filologia. Inoltre, a Cagliari assistette alle lotte dei minatori dell'Iglesiente e poté per la prima volta prendere coscienza delle distanze sociali fra oppressori e oppressi. La modesta formazione ricevuta al ginnasio gli consentì inizialmente di ottenere appena la sufficienza nelle diverse materie, ma con le sue ottime doti di recupero il giovane liceale riuscì a colmare in fretta le carenze dovute alla preparazione lacunosa del ginnasio: del resto, leggere e studiare erano i suoi impegni costanti; ma il nuovo, misero alloggio, la denutrizione e il vestiario consunto dovuti alle ristrettezze finanziarie non agevolavano la socializzazione.
A scuola Gramsci instaurò con il nuovo professore di Lettere Raffaele Garzìa – radicale e anticlericale, direttore de L'Unione Sarda – un fecondo rapporto: i suoi compiti erano letti in classe ed era invitato ogni tanto a visitare la redazione del giornale. Soddisfacendo la curiosità giornalistica del suo alunno, il professore lo nominò "inviato" da Aidomaggiore, essendo la sede di Ghilarza già coperta. E il 26 luglio 1910 Gramsci ebbe la soddisfazione di vedersi stampato su L'Unione Sarda il suo primo scritto pubblico nel quale descriveva con accuratezza e brio un'operazione in grande stile dei carabinieri rivelatasi un fiasco.
Per curiosità intellettuale il liceale Gramsci si accostò a Karl Marx, ma leggeva anche Grazia Deledda, che non amava, i romanzi popolari di Carolina Invernizio e di Anton Giulio Barrili, assieme a La Domenica del Corriere, Il Marzocco e La Voce di Giuseppe Prezzolini; e ancora Papini, Emilio Cecchi e, sopra tutti, Croce e Salvemini. Al di fuori delle attività didattiche, Gramsci prese a frequentare l'Associazione anticlericale dell'Avanguardia, punto di raccolta dei liceali e dell'intellettualità cagliaritana di idee prevalentemente socialiste. E a segnare l'itinerario culturale e politico gramsciano – oltre al professor Garzìa – fu anche la decisione del fratello Gennaro di candidarsi a cariche esecutive presso la locale Camera del Lavoro.
Nell'estate del 1911 Gramsci conseguì la licenza liceale con una brillante votazione – tutti "otto" e un "nove" in italiano – e poco dopo avrebbe conosciuto da vicino la realtà operaia di una grande città del Nord: gli si prospettava la possibilità di continuare gli studi all'Università. Nell'autunno del 1911, il Collegio Carlo Alberto di Torino bandì un concorso, riservato a tutti gli studenti poveri licenziati dai Licei del Regno, offrendo trentanove borse di studio per poter frequentare l'Università di Torino: Gramsci fu uno dei due studenti della sede di Cagliari ammessi a sostenere gli esami a Torino.

### Universitario a Torino

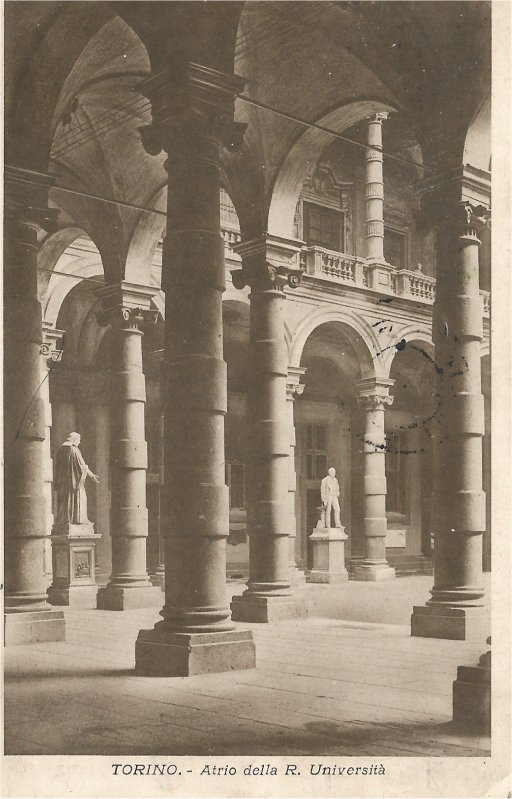
Atrio dell'Università di Torino, anni venti

Partendo dalla Sardegna, Gramsci portò con sé impressioni profonde che più tardi, nella solitudine del carcere, si sarebbero concretizzate in una viva e feconda riflessione teorica. Aveva fatto esperienza diretta della povertà, visto la miseria assoluta di chi era più povero di lui, dei contadini delle campagne, e aveva compreso, certo in modo confuso mancando ancora il contatto con una grande città industrializzata, che l'arretratezza della sua isola era la prova lampante di come l'unificazione dell'Italia fosse ben lungi dall'essere stata realizzata e che il conflitto sociale discendeva anche da questo ritardo. Portò con sé il rispetto per la cultura popolare, ricca di canti e di racconti, la fascinazione per la lingua sarda, che si sarebbe riversata negli studi sulle origini del linguaggio. Ma non avrebbe mai avuto nostalgia per il mondo arcaico che s'era lasciato ventenne alle spalle e la cui ristretta concezione della vita fermava lo sviluppo dell'identità individuale allo stadio biologico, precludendole il passaggio alla fase "politica", quando cioè la persona può, grazie all'uso della ragione, liberarsi di sentimenti e istinti primordiali.
Gramsci arrivò a Torino ai primi di ottobre del 1911, periodo in cui la città festeggiava il cinquantenario dell'Unità d'Italia; lo studente sardo vi era giunto con l'intento di frequentare i corsi della facoltà di Filosofia e Lettere con indirizzo di Filologia moderna. Insieme ad altri candidati fra i quali Maria Cristina Togliatti e Augusto Rostagni sostenne le prove d'esame che, tra scritti e orali, durarono circa due settimane e lo videro classificarsi al nono posto sui venti promossi; secondo giungeva un altro studente venuto dalla Sardegna: Palmiro Togliatti. Risale a questo momento l'incontro tra i due futuri dirigenti comunisti, cui sarebbe seguita un'assidua frequentazione e la scoperta di un comune orientamento politico.
I primi mesi furono particolarmente difficili per Gramsci, in un clima freddo e inospitale e in costante lotta per la sopravvivenza. Le settanta lire della borsa di studio non erano sufficienti neppure a pagare la pensione e le spese di prima necessità, perciò aveva bisogno di risorse finanziarie ben superiori alle venti lire che gli venivano inviate dai genitori. Le lettere alla famiglia di quel periodo erano una continua e pressante richiesta di denaro e una insistenza affinché fosse sollecitato l'invio dei documenti senza i quali la borsa di studio restava sospesa. Ridotto alla fame, senza un cappotto con cui potersi proteggere dal freddo, fu soccorso da un bidello; questi gli trovò una pensione che costava settanta lire al mese e dove si faceva credito.

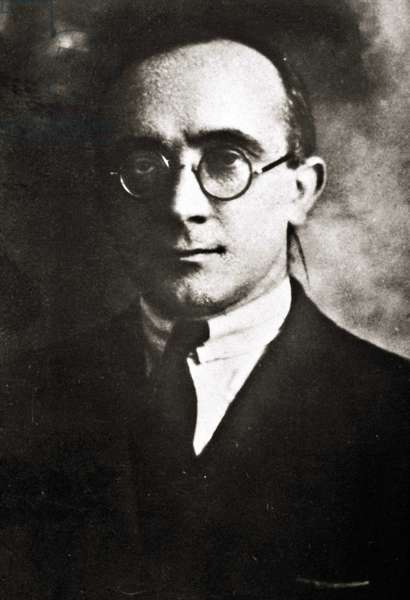
Angelo Tasca

Nella primavera del 1912 il suo stato talmente pietoso gli impedì per qualche mese persino di parlare. In tali condizioni, malnutrito, perseguitato dai rigori climatici e in un domicilio assai povero, con una salute compromessa già in partenza Gramsci faticava a studiare. La sua solitudine umana venne alleviata da Angelo Tasca che gli regalò un'edizione in francese di Guerra e pace, augurandosi nella dedica di averlo presto «compagno di battaglia» oltre che collega di studi – frase che rivela come Gramsci non fosse ancora inserito negli ambienti del socialismo torinese. Poi lentamente cominciò a legarsi a qualche coetaneo e a frequentare la sezione socialista, ma la carriera universitaria risentì del peggioramento delle condizioni di salute.
La cultura che circolava nell'Università e gli stimoli intellettuali lasciarono in Gramsci una traccia profonda, a cominciare dai professori: nella sede accademica torinese insegnavano Luigi Einaudi, Francesco Ruffini, Vincenzo Manzini, Gioele Solari, Pietro Toesca, Arturo Farinelli, Rodolfo Renier, Achille Loria, Annibale Pastore, docenti di varia estrazione culturale e inclinazione di pensiero. I professori con cui Gramsci familiarizzò furono Matteo Bartoli e Umberto Cosmo, il primo per il comune interesse per la glottologia, il secondo per i valori socialisti che i due condividevano. Era particolarmente versato nello studio delle lingue classiche, grazie agli insegnamenti di professori come Angelo Taccone e Luigi Valmaggi, tanto che, anni dopo, un giovane socialista ricorderà che "egli era un filologo più che un rivoluzionario". Lo studente, assetato di cultura, frequentò anche corsi di altre facoltà universitarie, lezioni tenute da docenti magari lontani dai suoi ideali ma dai quali aveva comunque qualcosa da apprendere: fra di essi spicca il nome di Annibale Pastore del quale Gramsci seguì un corso sull'interpretazione critica del marxismo.
Il dibattito politico, in previsione delle prime elezioni a suffragio allargato che dovevano tenersi in Sardegna nell'autunno del 1913, era animato da Attilio Deffenu, un giovane intellettuale appena laureato che aveva fondato un Gruppo di azione e propaganda antiprotezionista. Un numero di agosto della Voce ospitò una dichiarazione sottoscritta da figure sarde di spicco: insegnanti, sindacalisti, un futuro deputato e due avvocati di tendenze repubblicane, Pietro Mastino e Michele Saba. Il documento denunciava le ragioni dell'immiserimento dell'Isola dovuto al regime di protezionismo che soffocava l'esportazione di prodotti del settore primario e condannava il Meridione al sottosviluppo, il tutto a vantaggio di qualche industria. L'appello richiedeva l'adesione politica dei progressisti alle tesi che vi si sostenevano; convinto della loro bontà, Gramsci aderì alle argomentazioni proposte e il suo consenso venne annotato nel numero di ottobre della rivista: si trattava per il futuro dirigente comunista della prima presa di posizione pubblica in una battaglia politica. Secondo Tasca, la partecipazione di masse di elettori fino a quel momento esclusi colpì profondamente Gramsci; a quell'esperienza va ricondotta la definitiva scelta del campo socialista.
Il ritorno dello studente sardo nella ex capitale fu segnato dalla ricaduta in una grave forma di nevrosi che gli impedì di dare esami universitari. Nella primavera del 1914 con grande sforzo si riprese e sostenne tre esami, vedendosi riconosciuta la borsa di studio. Il miglioramento gli diede modo di tornare a frequentare Tasca e Togliatti, ai quali si era da poco aggregata una matricola diciannovenne, Umberto Terracini.

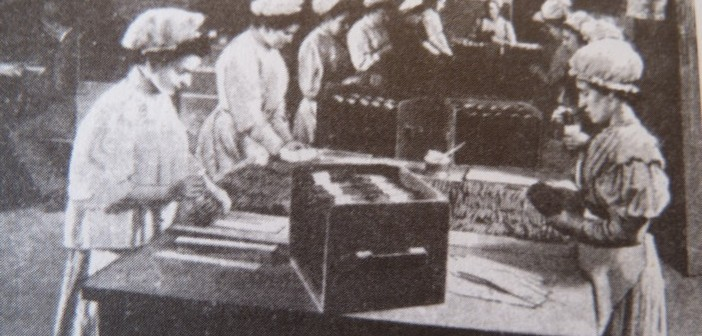
Lavoratrici in uno stabilimento torinese, 1920

A quell'epoca Torino, oltre a costituire un importante polo universitario, era una realtà manifatturiera che, anche grazie alla crescita quantitativa dei lavoratori nell'industria, si andava delineando come uno dei centri del socialismo in discontinuità con la tradizione dei “ceti colti” che tramontava anche a causa della morte in quegli anni di simpatizzanti socialisti quali Lombroso, De Amicis e Graf, personaggi di influenza e di stimolo nei confronti dei settori della società culturalmente più attrezzati; si faceva largo un nuovo socialismo che si distingueva sia dal riformismo che dal massimalismo. Al di là dell'esperienza e delle relazioni umane fra colleghi di studio e docenti nell'ambiente accademico, gli anni trascorsi nel capoluogo piemontese – specialmente il periodo 1913-1915 – produssero in Gramsci una crescita di consapevolezza politica attraverso i contatti con la realtà operaia, la cognizione del ruolo svolto dai ceti padronali e la scoperta del mondo della fabbrica, quella grande fabbrica moderna che nel pensiero gramsciano era considerata non tanto come luogo di alienazione ma come scuola nella quale acquisire e portare a maturazione una coscienza collettiva contro il capitalismo. Nel 1914, già iscritto al Partito socialista secondo quanto ricorda Togliatti, Gramsci cominciò a collaborare alla stampa di partito nel periodo in cui era appena scoppiata la Grande Guerra rispetto alla quale i socialisti erano attestati su una posizione neutralista. Mussolini, dirigente nazionale del PSI, mise in crisi l'unità schierandosi invece a favore dell'intervento. Gramsci scrisse un pezzo che poteva apparire di ambiguo consenso alle tesi mussoliniane; fu tacciato di interventismo e alle critiche ricevute si ripiegò su sé stesso isolandosi dalla comunità politica. Il 12 aprile 1915, con il professor Cosmo sostenne il suo ultimo esame, e da quella data si defilò dagli studi universitari intraprendendo un'altra strada.

### L'attività giornalistica

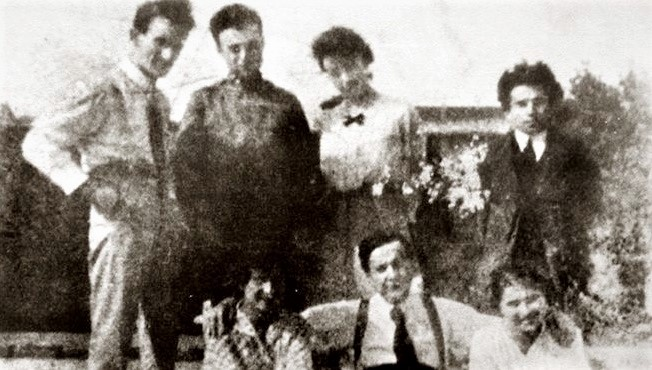
La redazione de Il Grido del Popolo nel luglio 1916. Antonio Gramsci è il primo da destra in seconda fila

Gramsci esordì nel giornalismo il 13 novembre 1915 quando Il Grido del Popolo ospitò un suo articolo riguardante un incontro fra delegati dei partiti socialisti europei avvenuto in Svizzera. Dopo il debutto, la sua attività di giornalista divenne regolare, e dai primi mesi del 1916 prese a trascorrere gran parte delle sue giornate all'ultimo piano nel palazzo dell'Alleanza Cooperativa Torinese dove, in tre stanze, si trovavano la sezione giovanile del Partito socialista e le redazioni de Il Grido del Popolo e del foglio piemontese dell'Avanti! con la rubrica Sotto la Mole che si occupava della cronaca torinese. La redazione de l'Avanti! era formata solamente da tre giornalisti: l'impiegato alle ferrovie Ottavio Pastore, lo stravagante ex cameriere Leo Galetto e Antonio Gramsci, ed era diretta da Giuseppe Bianchi, ex tipografo proveniente da Venezia dove aveva guidato Il Secolo Nuovo. Bianchi dirigeva anche Il Grido del Popolo; quando il 1º maggio del 1916 partì per il fronte, il suo posto a l'Avanti! fu ricoperto formalmente da Pietro Rabezzana, nei fatti da Pastore; Il Grido del Popolo fu preso in mano da Maria Giudice, una maestra lombarda con esperienza sindacale maturata in Puglia, combattiva e dinamica tanto da essere per qualche tempo anche segretaria della Camera del Lavoro.

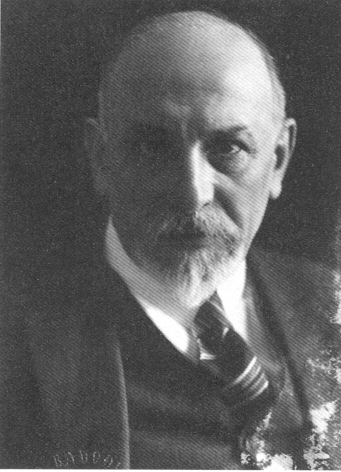
Luigi Pirandello nel 1924

In quegli anni Gramsci pubblicò di tutto, dai commenti sulla situazione interna ed estera agli interventi sulla vita di partito, dagli articoli di polemica politica alle note di costume, dalle recensioni letterarie alla critica teatrale. In particolare si occupò di teatro, vedendolo correlato alla vita sociale; e lungi dal considerare la critica teatrale un'attività rivolta a una élite volle invece includerla fra gli strumenti di crescita e maturazione culturale delle classi subalterne e del proletariato, e fu pertanto un "critico militante", avendo come riferimento De Sanctis piuttosto che Benedetto Croce secondo cui il teatro era una "sottospecie di oratoria di intrattenimento". Le sue recensioni mirarono ai drammaturghi a lui contemporanei: criticò Dario Niccodemi, intravedendo nelle sue opere abilità teatrale ma al tempo stesso conformismo sentimentale e «sdolcinature piccolo-borghesi», apprezzò il teatro grottesco di Chiarelli nel quale erano presenti molti elementi di vita sociale, ma restò deluso dal teatro dialettale. Su Pirandello, il critico manifestò una incomprensione nei confronti del drammaturgo e un atteggiamento ambivalente: otto recensioni su dieci risultarono essere delle stroncature dello scrittore siciliano. Si salvarono dalla penna severa di Gramsci Liolà e Il piacere dell'onestà, del quale Gramsci riconosce il significativo ruolo culturale. Una valutazione genericamente positiva venne data dal giovane critico teatrale all'opera di «corrosione» del teatro pirandelliano nei confronti del "vecchio teatro" di tradizione cattolica, e il drammaturgo venne giudicato positivamente nella sua dimensione dialettale – da ciò il riconoscimento di Liolà come il capolavoro di Pirandello.
Guardando a un orizzonte più ampio e di respiro cosmopolita, Gramsci si accostò con maggiore benevolenza alle produzioni teatrali straniere, anche se presto ne rimase disilluso. Nel teatro chico di Jacinto Benavente ravvisò superficialità e senso della predestinazione, mentre rilevò lo spessore di Henry Bataille e di Henri Bernstein, pur dandone un giudizio negativo. Si espresse in termini lusinghieri sulle opere di Beaumarchais e di Turgenev, entrambi elogiati come acutissimi interpreti dei processi storici. Altri commediografi che Gramsci avrebbe recensito nei suoi scritti sono Guitry, Wilde, Ibsen – poeta dei grandi conflitti etici del quale lodò la maggiore spiritualità, proprio ciò che lo rese alieno al pubblico italiano piccolo-borghese – e Andreev, anch'egli portatore di forti contrasti morali che sono lo specchio della conflittualità sul terreno sociale.
Il giovane critico, nel rilevare che l'industria dello spettacolo tendeva a favorire le rappresentazioni di opere di carattere leggero quando non frivolo come l'operetta e il varietà a discapito di commedie e drammi con contenuto sociale, colse con prontezza le potenzialità del cinematografo quale elemento di liberazione nei confronti del decadimento degli spettacoli che venivano rappresentati in quel periodo.

### La Rivoluzione russa

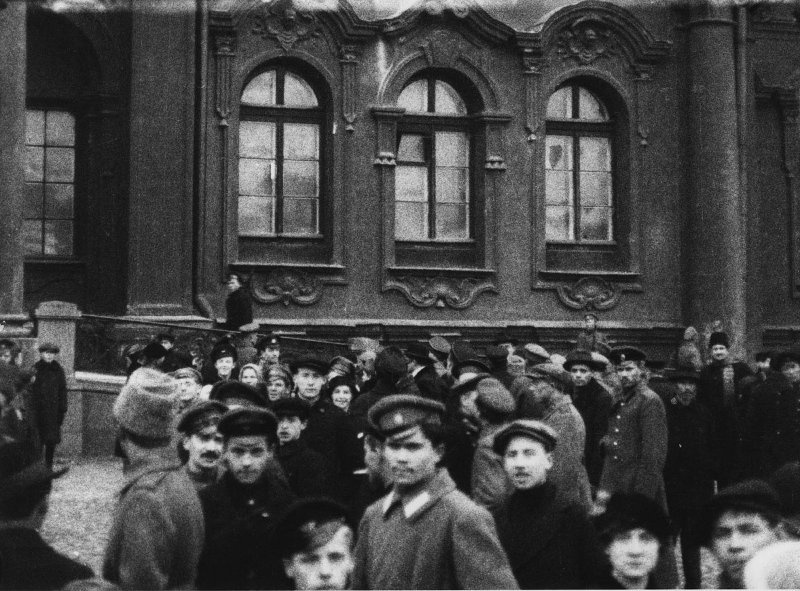
Il Palazzo d'Inverno, 8 novembre 1917

Nel febbraio del 1917, il Gramsci politico si rivolse alle giovani leve con un numero unico del giornale dei giovani socialisti La Città futura. L'impianto degli interventi gramsciani era di stimolo ai giovani affinché essi assumessero coscienza dei compiti che li attendevano e si formassero un habitus mentale che permettesse loro di affrontarli con metodo, rigore e consapevolezza, attraverso l'abitudine allo sforzo costante e a una azione non scissa dal momento della riflessione, senza pretendere di avere una risposta pronta per ogni questione.
Nel febbraio-marzo del 1917, in una Russia affamata, con un esercito in sfacelo, ondate di scioperi, sommovimenti popolari spontanei o guidati dal protagonismo dei Soviet, mentre la sorte dei sovrani era tutt'altro che chiara si verificò una grave crisi istituzionale con due governi, quello vecchio e il Comitato Provvisorio in embrione, il lato istituzionale di quel più articolato squilibrio a cui Trockij, definendolo il "dualismo di poteri", dedicò diverse pagine di riflessione.

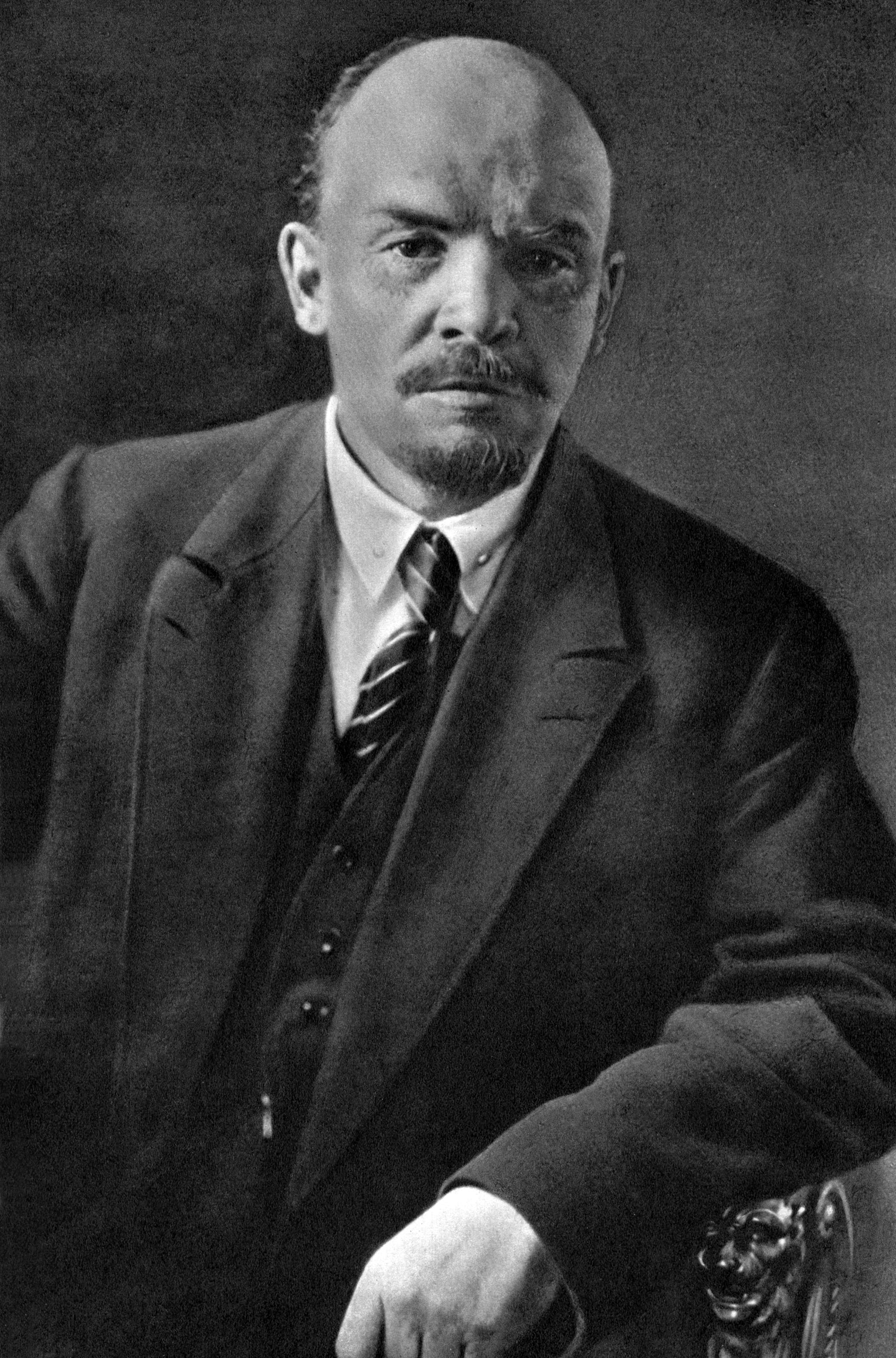
Lenin nel 1920

Nei mesi che seguirono la Rivoluzione di febbraio e la nascita del Governo Provvisorio russo, le varie fazioni che avevano animato la rivoluzione entrarono in conflitto per indirizzare la politica della nuova entità statale; si ebbero scontri fra il Soviet di Pietroburgo e il Governo Provvisorio e la lotta di potere non risparmiò i bolscevichi che furono però tenuti insieme dall'indiscusso prestigio di Lenin. Si giunse all'autunno in un clima di forte tensione fra le masse operaie e contadine e all'interno dell'esercito, con il Soviet di Pietroburgo che premeva per l'azione rivoluzionaria alla quale si pervenne nella notte fra 25 e 26 ottobre con l'occupazione di centri governativi, la presa del Palazzo d'Inverno e l'arresto dei membri del Governo Provvisorio.
A causa delle difficoltà di comunicazione accentuate dalle rovine della guerra, le notizie che filtravano dalla Russia erano generiche e poco approfondite, spesso oggetto di deformazioni e censure. La stampa italiana trattò i fatti avvenuti a Pietroburgo come una ribellione di ubriaconi, mentre Gramsci intuì subito che quelle giornate di lotta rappresentavano uno snodo determinante. Le riflessioni di Gramsci trovarono posto nel celebre articolo pubblicato sull'Avanti! del 24 novembre 1917 e intitolato La rivoluzione contro «Il Capitale». In questo scritto Gramsci opponeva a un'interpretazione meccanicistica del marxismo una sua lettura più aderente alla realtà storica, e spiegava che i bolscevichi avevano attuato la rivoluzione proletaria in un Paese arretrato, in aperta discordanza quindi con le previsioni di Marx, secondo cui l'evento rivoluzionario non poteva che prodursi in una realtà socio-economica caratterizzata da una sensibile affermazione del capitalismo. Questa opinione fu terreno di scontro ideale con la rigidità di Bordiga che, non volendo abbandonare l'ortodossia marxista, si limitò pertanto a guardare alla rivoluzione russa come a un accadimento che, nel dimostrare l'incompatibilità fra democrazia e socialismo, aveva affermato la superiorità del secondo sulla prima. Un altro punto di dissenso fra i due dirigenti era il pensiero di più ampio respiro di Gramsci che considerava la necessità di un processo rivoluzionario mondiale, taglio estraneo allo spirito bordighiano. Per la formazione politica e culturale che aveva maturato, Gramsci vide la nascita del nuovo Stato operaio come fattore propulsivo di cambiamento dell'ordine mondiale, condividendo questa impostazione con Lenin.

### L'Ordine Nuovo

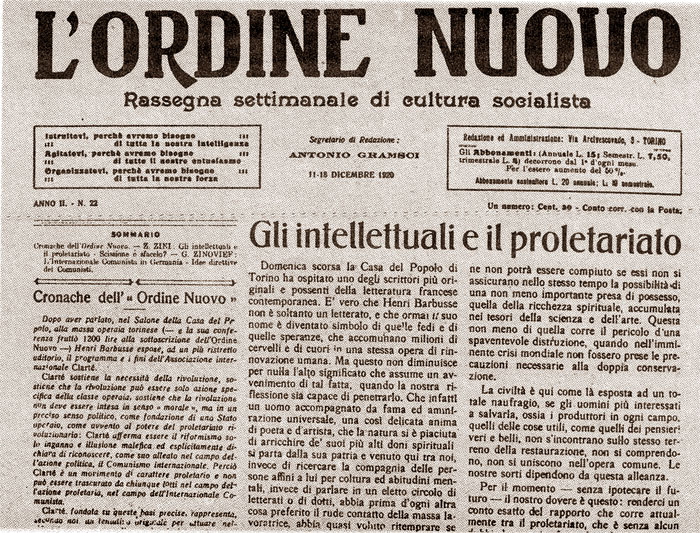
Il numero dell'11 dicembre 1920

Dopo aver fatto pratica come giornalista nella redazione dell'Avanti! e avere familiarizzato con giovani colleghi come Alfonso Leonetti, Mario Montagnana e Felice Platone, Gramsci si ritrovò con i vecchi compagni universitari Tasca, Terracini e Togliatti, e nel gruppo torinese emerse la necessità di allargare il dibattito su quanto accadeva in Russia e sulle prime opere di Lenin che cominciavano a filtrare in Italia. Quest'esigenza venne assolta da una nuova pubblicazione, L'Ordine Nuovo, che vide la luce il 1º maggio del 1919, e nella quale si sarebbero alternati articoli di natura genericamente culturale – secondo le idee di Tasca – ad altri più strettamente politici, contributi dottrinari e proposte operative, traduzioni di interventi di alti dirigenti comunisti europei e testimonianze della vita di fabbrica. L'articolo Democrazia operaia, scritto a quattro mani da Gramsci e Togliatti, lanciò il concetto di "dittatura del proletariato" con la conseguente instaurazione di uno Stato nuovo, ed ebbe larga eco suscitando grande interesse fra gli operai torinesi, tanto che la rivista divenne l'organo dei Consigli di fabbrica.
La rivista volle assumere un profilo innovativo estraneo al settarismo e alla rigidità di Bordiga, e prese invece atto della ricchezza di posizioni ideali e del pluralismo che caratterizzavano la società italiana. Divenuto quotidiano, ospitò fra le tante figure di spicco il liberale Piero Gobetti che ricoprì il ruolo di critico teatrale, e vide la presenza di molte figure femminili – Teresa Noce, Rita Montagnana, Camilla Ravera, Felicita Ferrero. Nell'impostazione antidogmatica, si rivolse perfino a chi apparteneva al movimento dannunziano, purché non avesse simpatie per Mussolini e per il fascismo, e non mancò di promuovere un confronto con fasce operaie che si rifacevano a posizioni anarco-sindacaliste. Attorno al periodico, oltre a Platone e Montagnana, si radunarono personalità di varia estrazione: fra gli altri Piero Sraffa, Teresa Recchia, Paolo Robotti, Teresa Noce, Rita Montagnana, Luigi Capriolo, Celeste Negarville, Camilla Ravera, Felicita Ferrero, Battista Santhià. L'originalità della pubblicazione nel panorama della stampa dell'epoca risiedeva nella proposta forte rivolta alle Commissioni interne di fabbrica affinché si trasformassero nei Consigli di fabbrica, organismi di autogoverno ed embrioni di un futuro Stato dei Consigli. Secondo Gramsci, una tale operazione avrebbe dovuto preparare la dissoluzione dello stato borghese avviando la creazione degli ingranaggi di un nuovo Stato a cominciare dal posto di lavoro. Il gruppo degli "ordinovisti", le cui posizioni divenivano sempre più popolari, fu avversato da Bordiga e dalle componenti riformiste del PSI, attirando le critiche di Turati e di Serrati, e venne bollato di anarco-sindacalismo. Oltre alle posizioni polemiche provenienti dall'esterno, L'Ordine Nuovo fu terreno di scontro anche fra i fondatori. Le colonne del giornale ospitarono nel 1920 un'aspra disputa fra Gramsci e Tasca; quest'ultimo, formatosi politicamente con Bruno Buozzi nelle lotte dei lavoratori, tendeva a canalizzare il movimento operaio nell'alveo sindacale della Confederazione del lavoro, posizione che contrastava nettamente con quella del dirigente sardo.

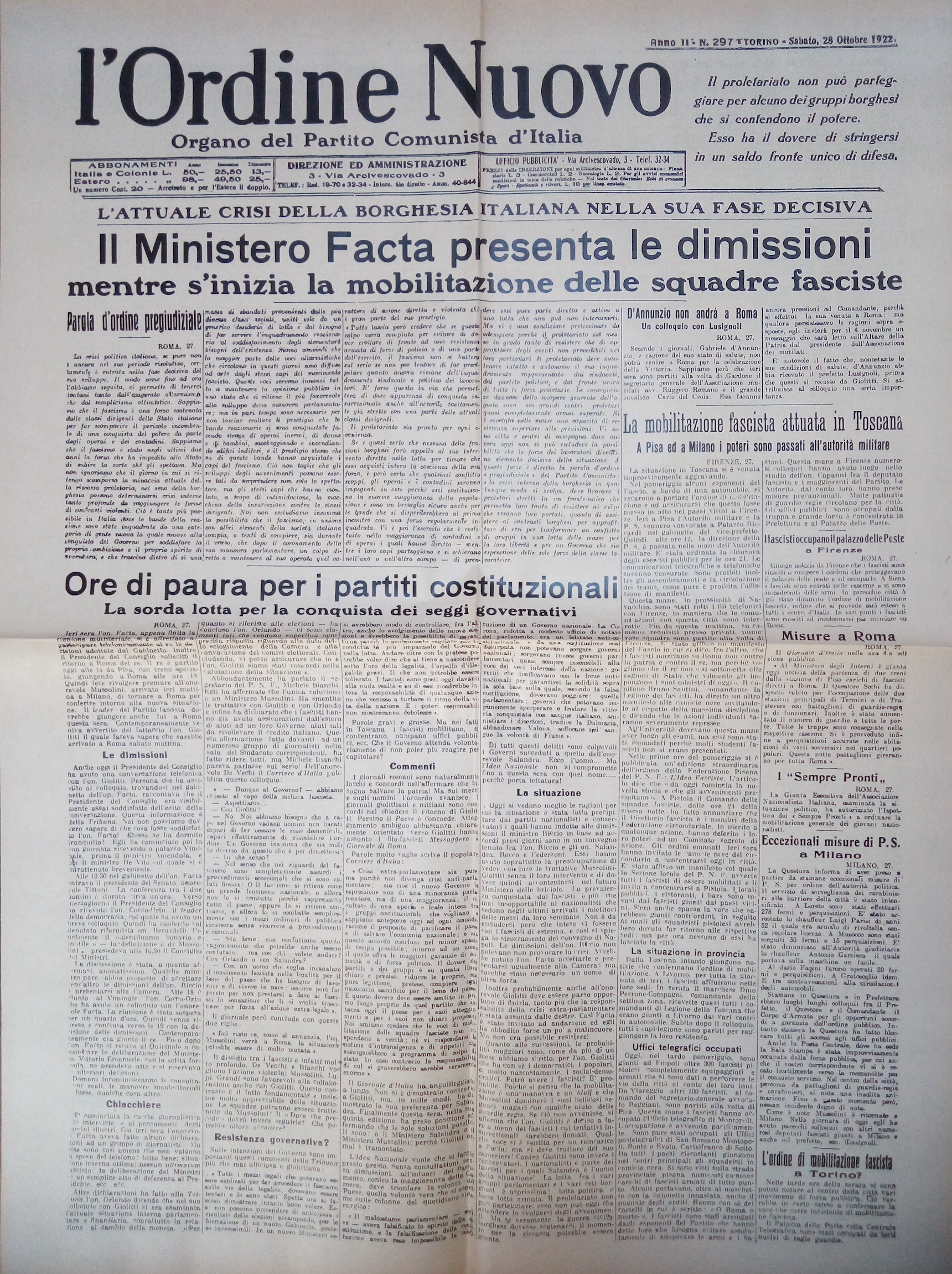
Prima pagina del 28 ottobre 1922

Comunque la pensassero i detrattori, L'Ordine Nuovo viveva in una temperie in ebollizione e interpretava il clima di battaglia del proletariato italiano; ma il respiro del giornale non si limitava ai confini italiani, va invece inquadrato nelle esperienze rivoluzionarie europee, in Paesi arretrati ma anche in nazioni avanzate. L'articolo Per un rinnovamento del Partito socialista, datato marzo 1920, sottolineò la necessità per il PSI di non rinchiudersi in una dimensione provinciale ma di rispettare i doveri di solidarietà internazionale, e vi si avvertivano le prime avvisaglie dello strappo con gli esponenti del riformismo italiano. L'orientamento espresso nel documento fu apprezzato da Lenin che stimò questo approccio la sola posizione giusta formulata dal Partito socialista. Osservazioni critiche emersero a posteriori anche dall'interno: Gramsci rimproverò l'incapacità di estendere al di fuori della realtà torinese le idee-forza e la complessità dell'elaborazione ideale svolta dal giornale; Togliatti, in una lettera indirizzata a Tasca, criticò l'eccedenza di argomenti sulla fabbrica che mettevano in secondo piano altri aspetti, a iniziare dalla questione contadina. E tuttavia, nonostante i limiti, alla realtà dell'Ordine Nuovo vanno ricondotti spunti di crescita e maturazione in figure come Piero Gobetti, Carlo Rosselli e Rodolfo Morandi.
Subito dopo la Marcia su Roma, squadre di fascisti devastarono la sede della tipografia nella quale si stampava il foglio, e questo causò l’interruzione delle pubblicazioni; infine il quotidiano venne definitivamente ridotto al silenzio da un’ordinanza prefettizia. Ma Gramsci non si rassegnava a tralasciare la pedagogia rivoluzionaria di cui il giornale si faceva portatore; e agli inizi del 1924, dalla temporanea residenza di Vienna avrebbe promosso una terza serie – di breve durata – de L'Ordine Nuovo, questa volta in forma di rivista, che con slancio battagliero proponeva tematiche di attualità insieme ad articoli spesso tradotti dal russo, periodico indirizzato anche a lettori che desiderassero approfondire aspetti teorici del marxismo.

### I Consigli di fabbrica
Nell'estate del 1919 emerse con forza negli stabilimenti produttivi torinesi il movimento dei Consigli di fabbrica, organismi spontanei che sostituivano le Commissioni interne e che si proponevano di capire i meccanismi dei processi produttivi nella prospettiva della loro direzione. Favoriti, stimolati e guidati da L'Ordine Nuovo, venivano considerati da Gramsci e dagli altri ordinovisti una specie di Soviet, primo embrione delle future istituzioni di uno Stato dei Consigli, che esaltava il protagonismo operaio, e che il giornale seguì con attenzione, al contrario della noncuranza dimostrata da Il Soviet di ispirazione bordighiana. Il taglio gramsciano escludeva l'idea di gruppi settari e puntava invece a un movimento di massa; i Consigli erano perciò aperti anche a operai che si rifacevano alle idee anarchiche, e avevano diritto di voto anche i lavoratori non inquadrati in organizzazioni socialiste o sindacali. L'impulso che il dirigente italiano volle dare al fenomeno venne riconosciuto dal II Congresso del Comintern che giudicò la posizione gramsciana come la più rispondente ai principi della III Internazionale; per questa ragione l'organismo suggerì che l'impianto teorico del dirigente sardo costituisse la piattaforma per il Congresso di Livorno del PSI che si sarebbe svolto nel gennaio del 1921.

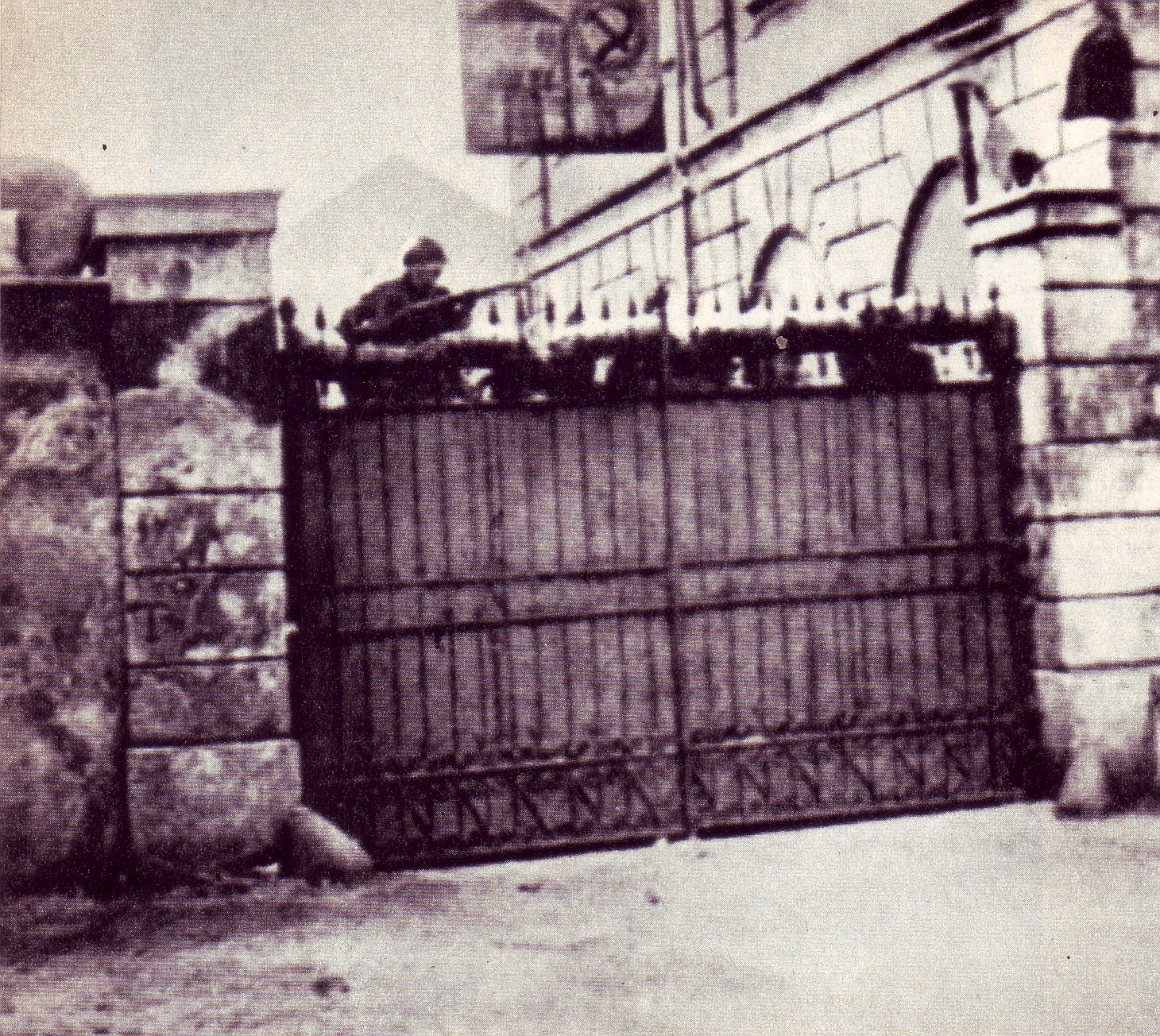
Operai armati occupano le fabbriche a Milano, settembre 1920

Ma gli apprezzamenti del carattere antisettario nella concezione dei Consigli, ribaditi fra gli altri da Sylvia Pankhurst e Henri Barbusse, raccolsero in Italia scarso consenso e crearono dissapori e disaccordi. Vi fu una contrarietà generale dei dirigenti socialisti italiani; Bordiga criticò l'assenza nei Consigli della problematica riguardante il controllo del potere centrale, Serrati biasimò severamente l'idea di mettere sullo stesso piano iscritti e non organizzati nel diritto al voto, la Confederazione Generale del Lavoro si pronunciò decisamente contro lo sciopero frenando le organizzazioni periferiche in fermento, Modigliani propose di collaborare con il governo guidato da Nitti. E si arrivò persino a forme di boicottaggio: la direzione socialista trasferì a Milano la sede di un convegno nazionale nell'aprile del 1920 il cui svolgimento era originariamente previsto a Torino, mentre nella città piemontese infuriava un'ondata di scioperi e la mobilitazione della classe operaia era a livelli altissimi. Il mancato appoggio alla lotta da parte delle organizzazioni operaie determinò il fallimento dell'azione insurrezionale, e l'indugio socialista in sterili dibattiti teorici senza guardare ciò che avveniva nelle fabbriche provocò un commento tagliente da parte di Gramsci, preannuncio delle contraddizioni che sarebbero esplose di lì a poco. Questo forte contrasto strategico venne definito dal dirigente sardo «la scissione d'aprile». Per tentare di riparare alla loro timidezza e alle loro esitazioni nell'appoggio alle lotte operaie di Torino, i dirigenti sindacali proclamarono una mobilitazione nazionale nell'agosto-settembre che sfociò nell'occupazione delle fabbriche; ma, a causa dell'entusiasmo e della partecipazione di massa, d'accordo con Giolitti fecero in modo che la situazione non sfuggisse loro di mano per dirigersi verso una soluzione rivoluzionaria, spalleggiati in questo dai politici riformisti – Turati, Treves e Modigliani; e in una convulsa assemblea lo sbocco insurrezionale venne respinto. L'esperienza di settembre fece emergere che non sussistevano in Italia i presupposti per una prospettiva rivoluzionaria: mancavano la preparazione e un partito organizzato e coeso. Gramsci avrebbe esplicitato a quattro anni di distanza il proprio pessimismo rispetto a uno sbocco rivoluzionario in Italia in quella contingenza, e del medesimo avviso si mostrò lo stesso Bordiga.

### La nascita del Partito comunista

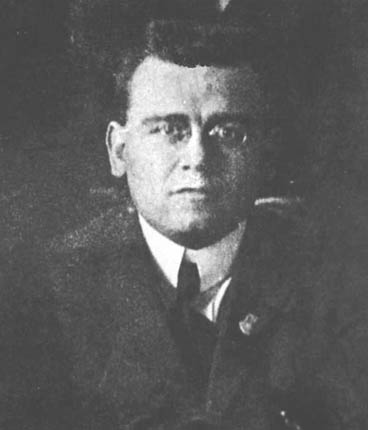
Amadeo Bordiga (1925)

Nel 1920 la violenza fascista, sostenuta e finanziata dagli apparati statali monarchico-liberali e dai diversi strati della borghesia, agiva impunemente con la protezione del governo Giolitti. Le masnade fasciste, affiancate e spesso precedute da bande dello squadrismo agrario, bruciarono le Camere del Lavoro, assaltarono municipi, sciolsero con la forza consigli comunali e aggredirono militanti socialisti ricorrendo all'umiliazione, alle bastonature e talvolta all'assassinio.
Nel settembre dello stesso anno l'occupazione delle fabbriche suscitò fra gli operai un moto assai forte che con il passare dei giorni si trovò però isolato non potendo contare su una sponda politica, e questo mise in luce l'atteggiamento cedevole del sindacato e la debolezza strategica del PSI rispetto a una situazione potenzialmente rivoluzionaria. I settori più radicali rimproveravano al movimento socialista l'insufficienza di analisi della situazione postbellica che non consentiva di leggere la frattura fra lavoratori e reduci, fra masse operaie e contadine, fra nord e sud. Inoltre mancava un raccordo con l'Internazionale Comunista e, ancor di più, era evidente l'incapacità di approfittare del momento propizio dovuta anche alla mancanza di un'organizzazione rivoluzionaria disciplinata che superasse l'opportunismo di Serrati e l'inettitudine massimalistica e che fosse uno strumento necessario per affrontare con determinazione le future occasioni che le crisi cicliche del capitalismo avrebbero manifestato.

La prima pagina de L'Ordine Nuovo del 22 gennaio 1921

Entro questo contesto maturò la costituzione del Partito Comunista d'Italia. La nascita viene fatta risalire al 21 gennaio 1921, giorno in cui la corrente rivoluzionaria del PSI al Congresso di Livorno abbandonò i lavori dell'assise e si scisse dai socialisti per formare un partito a sé stante. Ma già alla fine dell'anno precedente, il 28 e 29 novembre, le frazioni rivoluzionarie si erano radunate a Imola decidendo di unificarsi e di dare vita alla rottura; essenziale era stato il ruolo di Antonio Gramsci che aveva lavorato per la ricucitura delle varie anime comuniste e che a questo fine aveva scelto di farsi da parte lasciando la guida ad Amadeo Bordiga, così come sarebbe rimasto defilato durante il Congresso fondativo del PCd'I al teatro San Marco di Livorno, eletto non senza qualche riserva nel Comitato Centrale del nuovo Partito con l'altro ordinovista Terracini ma rimanendo escluso dal ristretto Comitato Esecutivo. Il Comitato Centrale risultò composto in larga parte da uomini di tendenze bordighiane; risultava evidente l'assenza dei quadri operai provenienti dalle esperienze torinesi dei Consigli di fabbrica, la cui mancanza nel futuro avrebbe avuto conseguenze negative.
Il PCd'I non aveva ancora un'elaborazione compiuta e si basava sulla speranza di approfittare di un'occasione storica per costruire uno Stato socialista; per questo motivo si schierava apertamente con la Rivoluzione d'ottobre, differenziandosi dalle titubanze di Serrati. L'organizzazione del partito era di carattere militare e non di natura politica; era strutturata secondo un ordine gerarchico che implicava l'obbedienza al capo o a una ristretta cerchia dirigente, comportava nei militanti e nei quadri intermedi fedeltà e non capacità critiche ed evoluzione culturale, prevedeva criteri di selezione del personale politico basati sull'osservanza degli ordini e non sulla qualità e sull'autonomia di movimento. Gramsci formulò queste critiche talvolta anche aspre in alcune sue lettere. Inoltre il dirigente sardo rilevò la preparazione approssimativa della frazione comunista in vista del congresso di Livorno, e tre anni più tardi addebitò a questa superficialità organizzativa e culturale e all'esiguità delle forze rivoluzionarie l'incapacità di far traghettare il PSI all'interno dell'Internazionale Comunista, contribuendo indirettamente all'affermazione del fascismo. A queste riflessioni Gramsci affiancò l'orgogliosa rivendicazione di un partito giovanissimo divenuto una «falange d'acciaio» perché costretto da uno stato di necessità a misurarsi con la guerra civile in corso.

### Gramsci in Europa
Nel biennio 1921-22 Gramsci si trovava isolato nel suo partito; conduceva un'analisi articolata della realtà ma senza esplicitare un dissenso sulla linea ufficiale che escludeva la possibilità dell'avvento di un regime totalitario. Anzi, fu proprio Gramsci che sostenne i motivi della polemica con il PSI, in opposizione alla politica unitaria con i socialisti sancita nell'estate 1921 dal III Congresso dell'Internazionale Comunista nel quale Lenin criticò Terracini per le posizioni "estremiste" del Partito italiano, richiedendo un ripensamento delle ragioni che avevano motivato la scissione di Livorno. Le Tesi di Roma, base del II Congresso del PCd'I, e le sue conclusioni risultarono schematiche e settarie con un atteggiamento di rigetto dell'esperienza degli Arditi del Popolo e un approccio intollerante nei confronti dell'Alleanza del Lavoro, due organizzazioni che mostravano come le esigenze unitarie partissero dal basso ed evidenziavano che il PCd'I perdeva di vista le esigenze delle masse. In conclusione del congresso fu deciso che Gramsci sarebbe stato distaccato a Mosca in qualità di rappresentante del partito italiano nell'Esecutivo dell'Internazionale Comunista, risoluzione sollecitata dai due rappresentanti del Comintern presenti all'assise comunista e segnale di stima nei confronti del dirigente sardo.

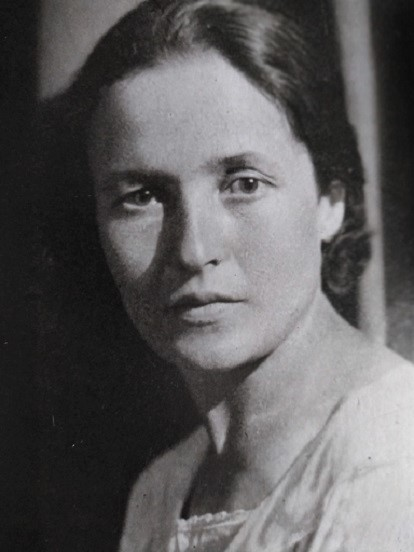
Giulia Schucht nel 1932

L'esperienza di Gramsci a Mosca fu di fondamentale importanza per la sua formazione politica. Conobbe gran parte dei capi dei partiti comunisti mondiali, partecipò con Bordiga al IV Congresso del Comintern, ma soprattutto venne a contatto con i dirigenti bolscevichi protagonisti della Rivoluzione d'ottobre. In particolare, il suo incontro con Lenin avvenuto il 25 ottobre del 1922 gli dette modo di ripensare le politiche di alleanze, la via al socialismo da seguire attraverso le guerre di posizione, le responsabilità del settarismo del PCd'I e quelle del gruppo dirigente russo. Dovette anche far fronte alle proprie condizioni di salute sempre più precarie; Zinov'ev a inizio estate volle che Gramsci si ricoverasse in un sanatorio della periferia moscovita. Lì il dirigente italiano rimase per sei mesi durante i quali incontrò Eugenia Schucht, anche lei ricoverata, e poi conobbe la sorella Giulia con la quale instaurò una relazione sentimentale. A Mosca ricevette le notizie degli arresti di Bordiga e di Grieco e gli fu comunicato che era stato spiccato un mandato d'arresto anche nei propri confronti, ricevendo il consiglio di non rimpatriare. Lo smantellamento del gruppo dirigente del PCd'I diede l'opportunità all'Esecutivo del Comintern di sciogliere l'Esecutivo del Partito italiano sostituendolo con un nuovo gruppo dirigente che a sua volta fu ben presto arrestato. Questa situazione estremamente delicata suggerì ai russi di trasferire Gramsci a Vienna, dove egli poteva seguire più da vicino la situazione italiana. Con la dirigenza smantellata dalla polizia fascista, il dirigente sardo poteva essere considerato la figura di vertice del PCd'I.

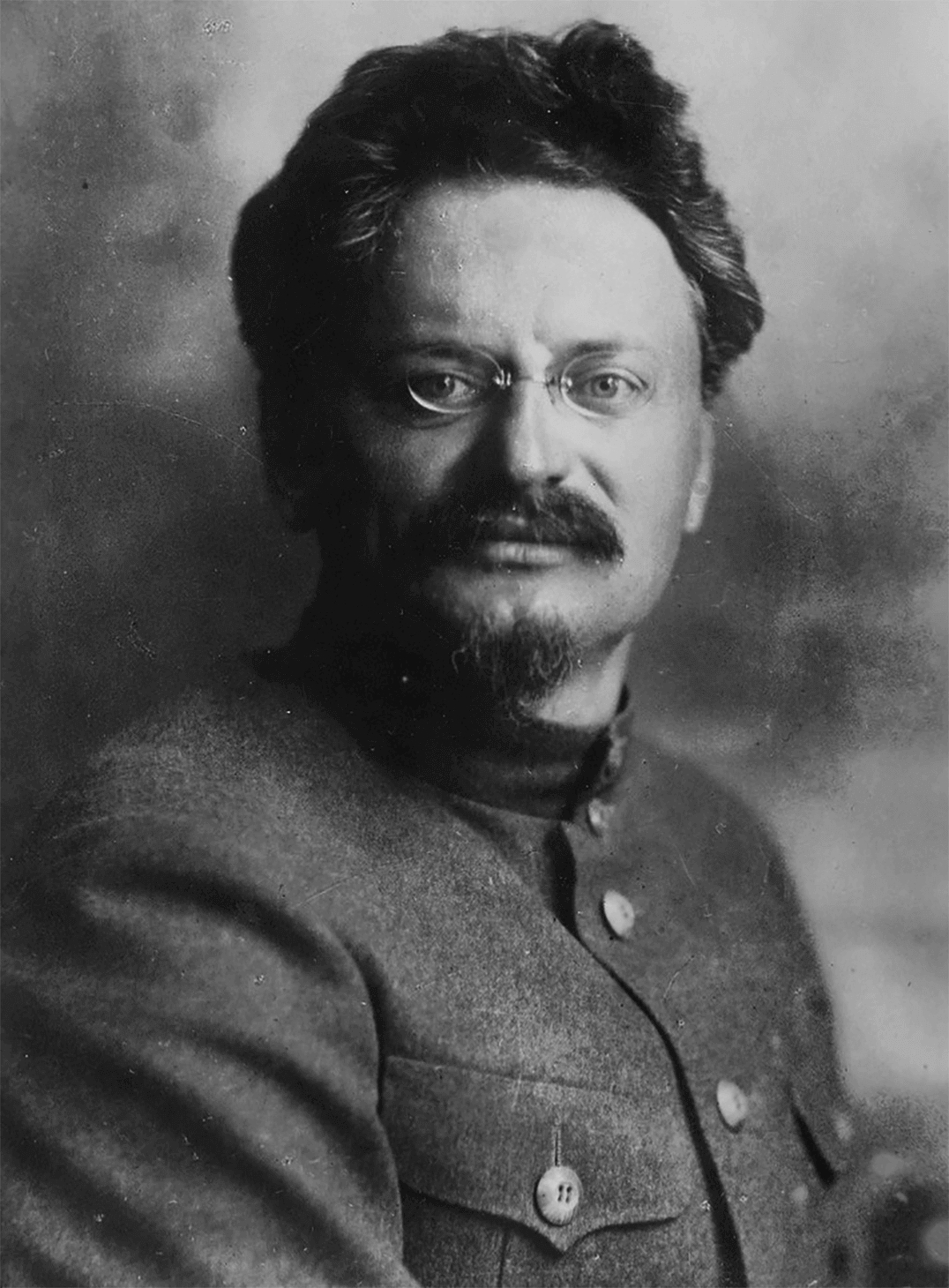
Lev Trockij, primi anni venti

Agevolato da Angelica Balabanoff nella permanenza a Vienna, vi giunse alla fine del 1923, con la sua salute malferma, il peso della responsabilità affidatagli e con il rammarico e lo struggimento per avere lasciato a Mosca Giulia che già manifestava i primi sintomi di un esaurimento nervoso ed era in attesa di un figlio. In una stanza fredda e inospitale della capitale austriaca visse giorni monotoni; seppe dell'aggravamento delle condizioni mediche di Lenin ed ebbe notizia della lotta interna ai bolscevichi, raccomandando a Terracini – che a Mosca lo avrebbe sostituito nell'incarico – di non sottovalutare il dissidio fra Trockij e il resto del gruppo dirigente rivoluzionario; e poi apprese della morte del massimo dirigente comunista. Pur seguendo da vicino le vicende russe, quelle italiane e il lavoro del Comintern, ebbe modo di riflettere sulla sconfitta del movimento operaio in Italia, sulla complessità sociale dei Paesi dell'Occidente che imponeva soluzioni diverse da quelle messe in atto in Russia, sulla differenza fra dominio bolscevico ed egemonia in Europa. Acquisì in tal modo una visione strategica del percorso al socialismo assai differente da quanto era stato realizzato in Russia che sarebbe stata alla base della successiva elaborazione e che avrebbe permesso di superare il settarismo e l'intransigenza del PCd'I; in ultima istanza, Gramsci si trovò ad affrontare il nodo Amadeo Bordiga – che nel frattempo era stato scarcerato. Alcuni suoi scritti manifestavano l'insofferenza per una politica miope e la disponibilità a rompere con Bordiga e il suo nucleo intransigente creando un gruppo autonomo.

### Il rientro in Italia
Durante la permanenza di Gramsci all'estero, in Italia si era svolta la Marcia su Roma e si era alzato il livello delle violenze fasciste e della persecuzione giudiziaria nei confronti dei gruppi dirigenti del PCd'I. Il Vaticano mostrava simpatie per il regime, la politica economica era pagata dalle classi lavoratrici, erano state smantellate le leghe dei lavoratori e contrastata qualsiasi struttura cooperativa. Fra le aggressioni squadristiche si era andati alle elezioni politiche con una legge maggioritaria che favoriva sfacciatamente il partito fascista, e a dispetto delle illusioni delle formazioni operaie, incapaci di formare un solido blocco unitario, il partito del fascio littorio si era affermato nettamente conquistando il voto di due terzi degli elettori. Il PCd'I conquistò diciannove eletti al Parlamento e fra di loro figurava Antonio Gramsci, eletto nel Collegio del Veneto; rimanevano invece esclusi elementi di primo piano e vicini al dirigente sardo, quali Togliatti, Tasca e Scoccimarro.

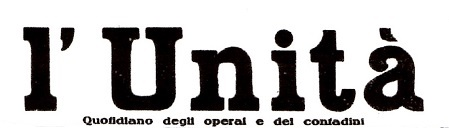
Logo de l'Unità, 1924

Rientrato in Italia nel mese di maggio del 1924, Gramsci si trovò di fronte a un quadro molto delicato con il quale, da massimo dirigente, dovette fare i conti. Il Partito era in difficoltà, non solo per la repressione da parte del regime fascista ma anche per il calo verticale di iscritti. A fronte dell'ostinazione di Bordiga che controllava buona parte dei quadri intermedi, Gramsci fece tesoro della propria maturazione politica e delle proprie elaborazioni per sconfiggere l'ipotesi bordighiana di un partito settario che avesse solo una prospettiva insurrezionale, e spostò il baricentro ideale e di iniziativa verso un nuovo terreno unitario con altre formazioni socialiste per realizzare un'aggregazione di forze in grado di contrastare il fascismo. Per questa ragione volle che il nuovo quotidiano si chiamasse «l'Unità».
Dopo l'assassinio di Giacomo Matteotti trucidato da sicari fascisti, nonostante le minacce fu Gramsci a richiedere che il giornale recasse un titolo forte ("Abbasso il governo degli assassini") e fu dovuta in gran parte a Gramsci la decisione di interrompere l'esperienza dell'Aventino e riportare il PCd'I sui banchi del Parlamento per denunciare le malefatte del regime. Il dirigente comunista si impegnò a creare nel Partito un nuovo vertice: la pattuglia ordinovista – Terracini, Togliatti e Tasca – con Mauro Scoccimarro, Ruggero Grieco, Luigi Longo, Pietro Secchia ed Edoardo D'Onofrio, questi ultimi provenienti da posizioni intransigenti ma che, a differenza di Bordiga, rifiutavano di entrare in contrasto con il Comintern. Questo gruppo dirigente accompagnò il Partito al suo III Congresso a Lione. In quei mesi giungeva a maturazione un processo delle forze socialiste e laiche tendente a un fronte unitario; di questo sviluppo si fece grande tessitore Antonio Gramsci che favorì il dialogo con Piero Gobetti, con Emilio Lussu e con Guido Miglioli.

### Il congresso di Lione
Preceduto da tre anni di iniziative politiche e di attività organizzative e dall'elaborazione del documento congressuale nei mesi di ottobre e novembre del 1925, dal 20 al 26 gennaio del 1926 si svolse clandestinamente a Lione il III Congresso del PCd'I. La sede – originariamente era stata individuata Vienna – fu scelta in considerazione del fatto che nella città francese vivevano molti operai italiani emigrati, possibili punti d'appoggio per i delegati. La pratica cospirativa era indotta dal fatto che la polizia italiana teneva sotto sorveglianza i dirigenti comunisti che non erano espatriati, e tuttavia i delegati riuscirono a beffare la polizia fascista, spesso grazie all'uso di passaporti falsi, e a varcare il confine con la Francia attraverso undici differenti valichi alpini. Vi parteciparono settanta delegati, con tutti i maggiori responsabili, Bordiga, Gramsci, Tasca, Togliatti, Grieco, Leonetti, Scoccimarro: era anche presente Serrati, da poco fuoriuscito dal Partito socialista di cui era stato a lungo dirigente di primo piano. Assisteva, a nome dell'Internazionale, Jules Humbert-Droz. Gramsci presentò le Tesi congressuali elaborate insieme con Togliatti.

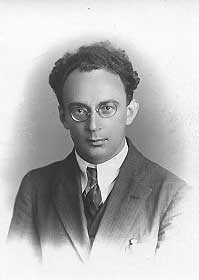
Jules Humbert-Droz

Le Tesi evidenziavano che, con un capitalismo debole e l'agricoltura base dell'economia nazionale, in Italia si assisteva al compromesso fra industriali del Nord e proprietari fondiari del Sud, ai danni degli interessi generali della maggioranza della popolazione. Il proletariato, in quanto forza sociale omogenea e organizzata rispetto alla piccola borghesia urbana e rurale, assumeva un ruolo di unificazione dell'intera società.
Secondo l'analisi svolta nelle Tesi, il fascismo non era – come invece riteneva Bordiga – l'espressione di tutta la classe dominante, ma era il frutto politico della piccola borghesia urbana e della reazione agraria; prodotto della politica rovinosa del riformismo di Nitti e Giolitti e del fallimento di uno sbocco rivoluzionario; ma la natura oppressiva e reazionaria del fenomeno avrebbe offerto una soluzione rivoluzionaria delle contraddizioni sociali e politiche, esito che avrebbe visto come protagonisti il proletariato del Nord e i contadini del Mezzogiorno. Per questa soluzione sarebbe stata necessaria la costruzione di un partito bolscevico organizzato nelle cellule di fabbrica e dotato di ferrea disciplina rivoluzionaria.
Il Congresso approvò le Tesi a grande maggioranza (oltre il 90%) ed elesse il Comitato centrale con Gramsci segretario del Partito. Da allora, la sinistra comunista di Bordiga non ebbe più un ruolo influente nel Partito. Le Tesi di Lione ribadirono con una certa durezza le posizioni del PCd'I sulla socialdemocrazia da considerarsi non come la destra del movimento operaio ma come la sinistra della borghesia. In questa relazione venne sviluppata la cosiddetta bolscevizzazione del partito che consisteva nella creazione di un'organizzazione centralizzata, diretta dal Comitato centrale non solo a parole, con una ferrea disciplina e con l'esclusione al proprio interno di gruppi frazionistici, così da differenziarsi dai partiti socialdemocratici.
In relazione a quanto stava avvenendo in URSS, il delegato del Comintern Humbert-Droz minacciò Bordiga di espulsione. Il dirigente napoletano fu in quell'occasione difeso da Gramsci, che nonostante la diversa linea di pensiero ne apprezzava il valore, riteneva importante l'unità del Partito e giudicava feconda la convivenza di idee purché non si irrigidissero in posizioni di frazionismo; così Bordiga fu convinto a entrare nel Comitato Centrale; nell'organismo furono eletti fra gli altri anche Togliatti, Terracini, Scoccimarro, Tasca, Grieco, Camilla Ravera, oltre ad Antonio Gramsci, con un profondo rinnovamento del gruppo dirigente e marcando una discontinuità con il passato.

### Lo scontro di potere in URSS

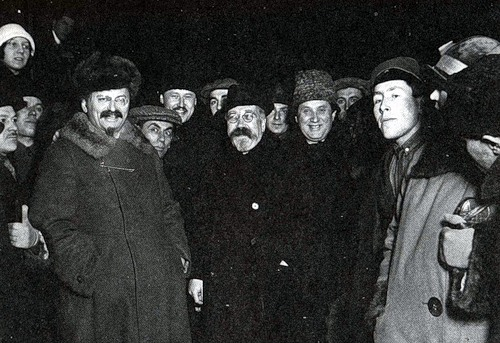
Da sinistra Trockij, Kamenev e Zinov'ev, 1920

Il conflitto in URSS all'interno della vecchia guardia bolscevica per la successione a Lenin vedeva la maggioranza guidata da Stalin e Bucharin contrapposta all'opposizione di Trockij alleato con Zinov'ev. Gramsci era convinto dell'estrema importanza della compattezza nei gruppi dirigenti dei partiti comunisti; fino dal 1923 aveva sollevato pesanti obiezioni nei confronti della posizione critica di Trockij all'interno della dirigenza del partito comunista russo, paragonandola a quanto avveniva con Bordiga nel PCd'I. Perciò il dirigente sardo non poté non rimanere colpito e preoccupato dall'inasprirsi dello scontro all'interno del gruppo dirigente russo, e nel luglio 1926 apparve su l'Unità un articolo non firmato – ma di ispirazione gramsciana – nel quale la responsabilità per gli accadimenti in URSS veniva fatta ricadere con forza su Trockij. Dopo diverse settimane nelle quali la questione russa era stata discussa dal gruppo dirigente del partito italiano, l'Ufficio politico dette mandato a Gramsci di stilare e spedire ai dirigenti russi una lettera di sostegno alla politica finora perseguita. La missiva, senza data, secondo la ricostruzione di Togliatti – che era allora a Mosca in rappresentanza del PCd'I e a cui venne indirizzata come tramite – fu probabilmente redatta il 14 ottobre. Essa nasceva dal dovere che i partiti fratelli intervenissero a salvaguardia della coesione del partito sovietico e delle conquiste rivoluzionarie; ma assieme alle esaltazioni dei risultati raggiunti non taceva l'esigenza di coesione in ogni gruppo dirigente rivoluzionario, e in quel momento in URSS emergevano le colpe della minoranza – capeggiata da Trockij, Zinov'ev e Kamenev – ma anche le responsabilità della maggioranza, si appellava agli obblighi del partito sovietico verso l'internazionalismo proletario avanzando l'esortazione a che si evitassero misure eccessive contro i dissenzienti e che si respingesse la tendenza a "stravincere" sugli oppositori; e sottolineava la preoccupazione per una possibile scissione in seno al Partito comunista russo.

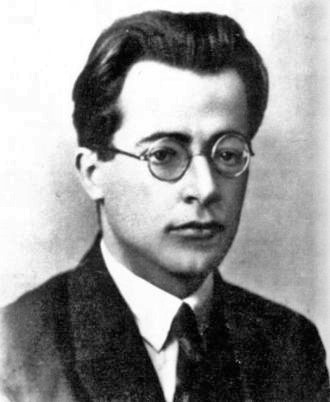
Palmiro Togliatti negli anni venti

Nel contenuto e nei toni della comunicazione di Gramsci al Comitato centrale russo giocava un ruolo fondamentale il cosiddetto testamento di Lenin: si trattava di una lettera redatta dal leader russo e diretta al Congresso sovietico nella quale si raccomandava prudenza nell'affidare una concentrazione di poteri nelle mani di Stalin, da Lenin giudicato rozzo e inadatto a ricoprire il ruolo di segretario. Il lascito leniniano, rimasto custodito negli archivi del massimo dirigente bolscevico fino alla morte avvenuta nel 1924, fu portato a conoscenza di un ristretto numero di delegati al XIII Congresso del Partito Comunista Russo e già qualche settimana dopo era stato fatto filtrare su diversi giornali occidentali in versioni manipolate a fini di lotta politica interna. Togliatti contestò nell'analisi di Gramsci la prevalenza dell'unità dei dirigenti sulla giustezza della linea politica dettata da Stalin e dissentì su un nesso fra ruolo storico dei dirigenti sovietici e le forze rivoluzionarie nel mondo. Nel duro confronto definito dalla storiografia "la polemica dell'ottobre '26", i due dirigenti comunisti italiani si scontravano politicamente sul piano della lettura e della prospettiva: Togliatti era concentrato sul presente, sulla linea politica al momento adottata, mentre Gramsci ragionava guardando lontano; il primo, appiattito sulle posizioni staliniste, chiedeva obbedienza, l'interlocutore respinse seccamente le argomentazioni togliattiane.
La dirigenza sovietica mandò un emissario nella persona di Jules Humbert-Droz affinché spiegasse ai compagni italiani lo stato del partito in URSS. La riunione, fissata in Val Polcevera, a causa delle restrizioni imposte dal regime in seguito all'attentato a Mussolini ebbe luogo con un numero esiguo di partecipanti; Gramsci arrivò a Milano per proseguire poi verso il luogo dell'incontro ma, visto lo spiegamento di forze e i controlli alla stazione milanese, tornò subito a Roma anche per non compromettere l'incolumità dei partecipanti al raduno.

### L'arresto e la prigionia

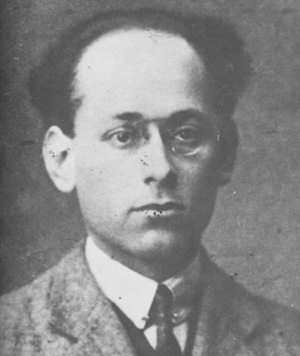
Umberto Terracini

A fine agosto 1926 l'organizzazione semiclandestina del PCd'I cominciò a cadere sotto i colpi della polizia. Due corrieri vennero catturati a Pisa, e dai documenti sequestrati si ricostruì la rete illegale che portò all'arresto di Terracini il 12 settembre. Seguì la cattura di altre figure di spicco fra i quali Scoccimarro. In quel mese l'Ufficio politico dell'organizzazione, allarmato dalla repressione poliziesca, aveva concepito l'idea di dislocare il centro del Partito in Svizzera coordinato da Antonio Gramsci e Camilla Ravera, ed erano state messe in opera tutte le misure organizzative per questa operazione. Ma solo a fine ottobre il deputato sardo, dopo un'incursione della polizia che aveva perquisito la sua casa, pur senza grande convinzione si rassegnò all'idea di trasferirsi presto oltralpe.
La sera dell'8 novembre, a Roma, dopo avere partecipato a una riunione con altri deputati, Antonio Gramsci venne fermato e arrestato, insieme a tutti gli altri parlamentari del gruppo comunista. Sottovalutò la spregiudicatezza del regime che non esitò a calpestare l'immunità di cui godeva in qualità di deputato, e fu recluso a Regina Coeli rimanendovi per più di due settimane; poi venne trasferito a Ustica dove restò detenuto per quarantaquattro giorni. Nell'isola ritrovò antifascisti lì relegati fra i quali Bordiga, che impartiva lezioni di francese ai confinati, ed Emilio Lussu con cui si intrattenne in lunghe passeggiate; gli venne in soccorso un amico del periodo torinese, Piero Sraffa, che aprì per Gramsci una linea di credito illimitata per l'acquisto di libri presso un negozio milanese, e la lettura alleviò lo stato del prigioniero. A gennaio del 1927 fu ordinato il suo trasferimento a Milano nel carcere di San Vittore. Il viaggio verso la nuova destinazione durò diciannove giorni e fu un incubo per le condizioni in cui si trovò a vivere il dirigente comunista, tenuto febbricitante in catene e al freddo; e questi maltrattamenti concorsero a deteriorare la già precaria salute di Gramsci che per il resto della vita sarebbe stato perseguitato dal ricordo di quel tormento. Nella prigione del capoluogo lombardo fu raggiunto dalla cognata Tatiana Schucht; dopo una degenza in clinica, la donna cominciò a visitare periodicamente il detenuto che viveva incarcerato in condizioni rigide, dovendosi anche guardare da provocatori al soldo della polizia fascista.
Nel tardo 1927 intercorsero fra il governo dell'URSS e il Vaticano dei contatti che, oltre a riguardare il rapporto fra regime bolscevico e libertà di culto, vertevano sulla proposta sovietica della liberazione di Gramsci e di Terracini attraverso lo scambio dei due dirigenti comunisti con altrettanti sacerdoti cattolici rinchiusi nelle prigioni russe. Le trattative furono condotte dai rappresentanti sovietici con Mons. Eugenio Pacelli, primo nunzio della Santa Sede a Berlino e futuro Papa Pio XII, ma gli sforzi si arenarono a causa di omissioni, diffidenze e ostruzionismi da parte di certi ambienti vaticani che, forti anche della contrarietà di Mussolini all’operazione, sabotarono i negoziati interrompendone la prosecuzione. Tale chiusura provocò da parte dell'URSS irrigidimento e prevedibili ritorsioni, oltre a stupore per la decisione, anche alla luce di altri scambi avvenuti segretamente nel recente passato e che si erano conclusi con il rilascio di italiani detenuti nelle carceri sovietiche. Sul fallimento pesarono anche responsabilità del PCd'I: l'Esecutivo del Partito italiano faticava a riconoscere Gramsci come "capo", e per superficialità fornì a Mosca informazioni approssimative e talora fuorvianti sul dirigente sardo. Secondo qualche ricostruzione storica, nella vicenda Gramsci commise lo sbaglio di ricorrere alla mediazione vaticana invece di affidare ai sovietici il compito di interloquire con Mussolini. Nonostante le divergenze politiche fra Gramsci e Togliatti, toccò a quest’ultimo tratteggiare la figura di primissimo piano del compagno incarcerato, sottolineandone la qualifica di “capo”; Togliatti lo rimarcò sulla rivista Lo Stato operaio in un articolo intitolato Antonio Gramsci, un capo della classe operaia.

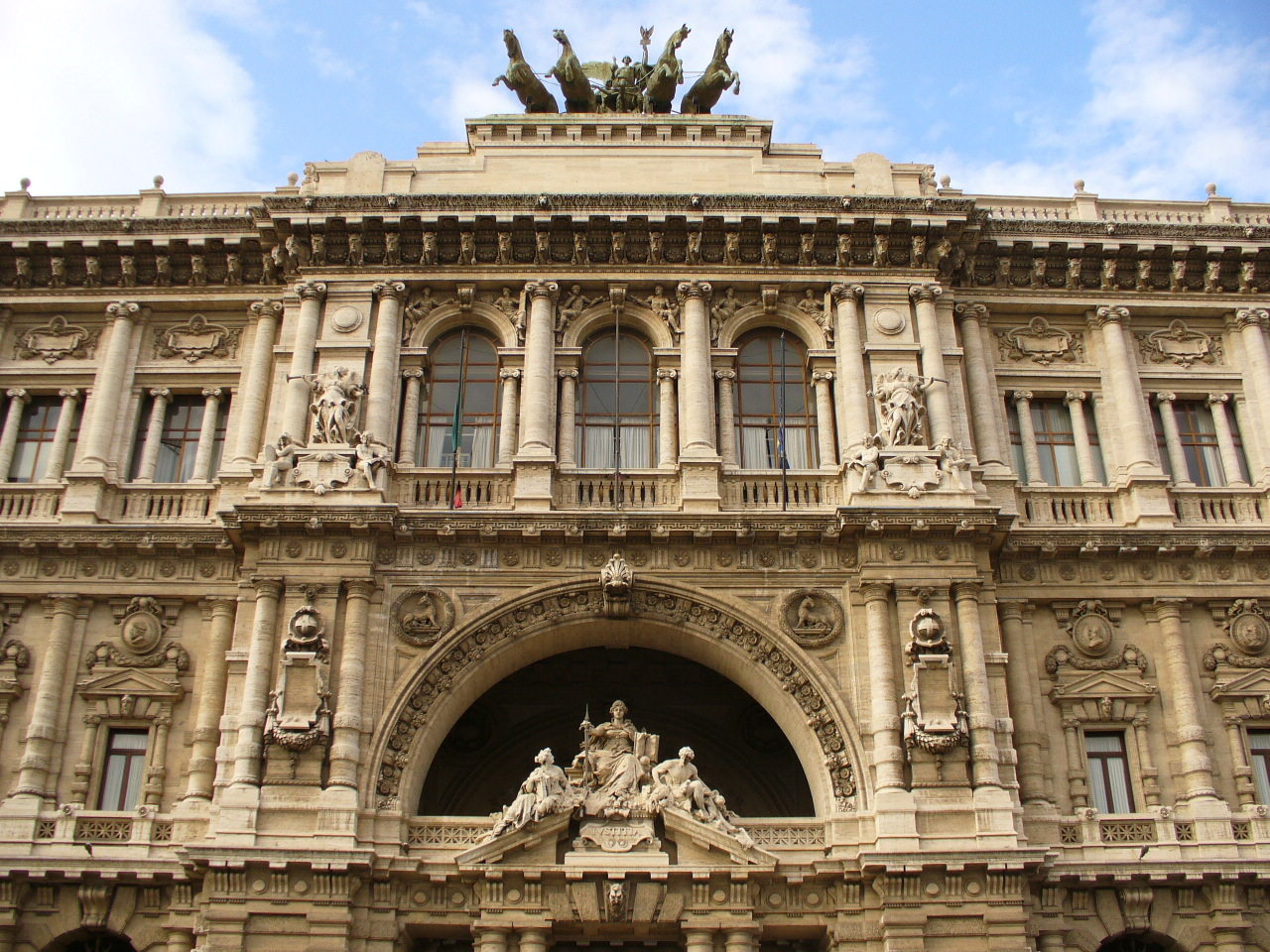
Palazzo un tempo sede del Tribunale Speciale

Il processo si svolse a Roma il 28 maggio 1928; il Tribunale speciale, da poco istituito, agì in spregio alle norme del diritto applicando la legge speciale con effetto retroattivo, e il 4 giugno emise una sentenza di colpevolezza nei confronti dei tre principali esponenti del PCd'I, Gramsci, Terracini e Scoccimarro, condannando i tre dirigenti a pesanti pene detentive. Insieme a loro, subirono condanne altri diciannove oppositori del fascismo: fra di loro Giovanni Roveda, oltre a Enrico Ferrari, Ezio Riboldi, Igino Borin, e Luigi Alfani, parlamentari eletti democraticamente ma per rappresaglia fatti decadere dal regime.
La prima destinazione del condannato era Portolongone, sull'isola d'Elba, ma una visita medica accertò le sue precarie condizioni e perciò venne assegnato alle prigioni di Turi dove cominciò a scontare la condanna a oltre venti anni di prigionia che gli era stata inflitta; durante i primi anni di detenzione elaborò mentalmente uno schema di lavoro che riguardasse lo studio e l'esposizione sugli intellettuali italiani, la linguistica comparata, Pirandello e infine i romanzi d'appendice. All'inizio di febbraio del 1929 a Gramsci fu concesso di scrivere, e questo poté impegnarlo in un'attività sistematica di elaborazione concettuale secondo quel piano già preordinato; il prigioniero ricevette il materiale per cominciare a stendere quelli che poi sarebbero diventati i Quaderni del carcere. Ma col tempo le sue condizioni, pur alleviate dalla presenza premurosa della cognata Tatiana, si fecero sempre più dure dal punto di vista clinico, personale, familiare e politico. La sua salute cagionevole era peggiorata dalla depressione dovuta alle lettere rade e saltuarie che gli pervenivano dalla moglie Giulia; e le comunicazioni con il centro del Partito erano problematiche, talvolta rese ancora più confuse da informazioni contraddittorie.

### La solitudine del carcerato

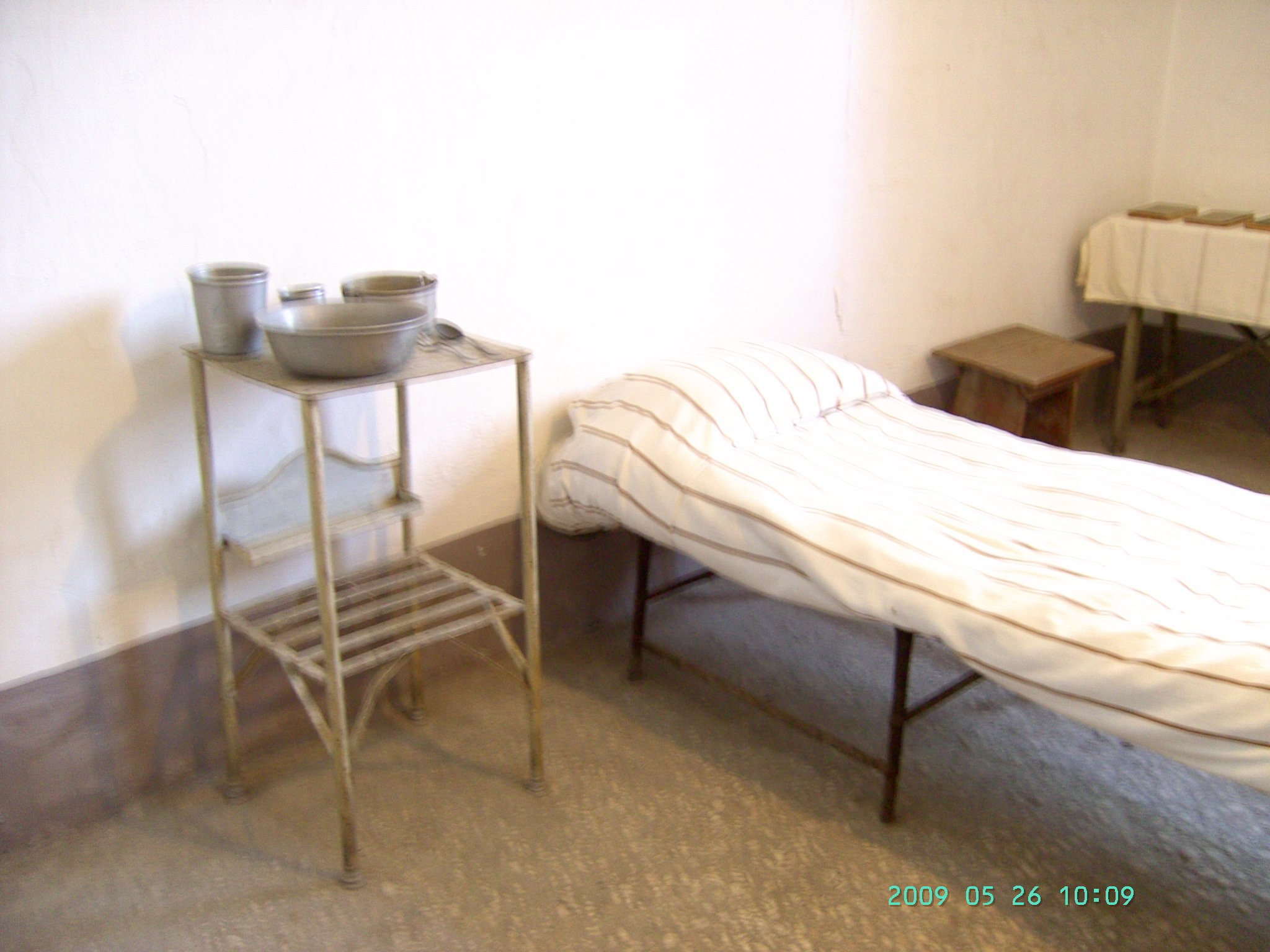
La cella di Gramsci a Turi

Gramsci, detenuto a San Vittore in attesa del processo, nel marzo del 1928 aveva ricevuto una lettera da parte di Ruggero Grieco, missiva che violava la regola interna al PCd'I clandestino di non interagire "in chiaro" su questioni politiche con i prigionieri e il cui contenuto ha generato nel tempo fra gli storici diverse ipotesi di differente natura, fino a congetturare la mano dalla polizia fascista. Comunque si interpreti la genesi, lo scritto di Grieco faceva emergere il ruolo di Gramsci quale leader del Partito e pertanto nei fatti trasformava il capo di accusa da "sedizione" e istigazione alla "guerra civile" in "cospirazione contro i poteri dello Stato", imputazione che aggravava la natura del reato e che quindi aumentava la pena. Il dirigente comunista per anni si arrovellò sulle motivazioni di questa strana, irrituale comunicazione che, anche a parere del giudice istruttore, lo metteva in cattiva luce; e arrivò a supporre che si potesse anche trattare di un tradimento da parte di qualche suo compagno di partito, forse a causa delle critiche che egli aveva rivolto alla dirigenza sovietica nel 1926.
Dal 3 al 19 luglio 1928 si era tenuto a Mosca il VI Congresso dell'Internazionale Comunista. La relazione iniziale sanciva la "fascistizzazione" della socialdemocrazia e pertanto veniva introdotta la parola d'ordine del "socialfascismo", riaffermato nel X Plenum del Comitato esecutivo nel luglio 1929, con ripercussioni negative in quei Partiti Comunisti non pienamente ortodossi. Nel 1930 il PCd'I fu scosso dall'espulsione di Bordiga e poi, in obbedienza alla "svolta", vennero cacciati dapprima Tasca e successivamente Alfonso Leonetti, Pietro Tresso e Paolo Ravazzoli e insieme a loro Ignazio Silone. Queste misure disciplinari contrastavano in maniera stridente con quei rapporti umani e politici che Gramsci aveva contribuito grandemente a instaurare nelle relazioni fra compagni di lotta, seppure dissenzienti; e il dirigente sardo dalla prigionia rigettò le interpretazioni meccaniche delle vicende interne al partito russo che si volevano applicare a partiti di altre nazioni, dichiarandosi in netto dissenso rispetto alla svolta sancita dal VI Congresso, e richiamandosi invece all'ipotesi tattica elaborata dal Comintern nel 1921 che prevedeva l'unità di tutti i partiti della classe operaia in lotta contro il capitalismo – posizione che lo stesso Gramsci, in una fase precedente, non aveva condiviso. Ma in un periodo di acritica accettazione delle teorizzazioni staliniane le sue chiare posizioni (così come quelle di Terracini) contro la dottrina del socialfascismo gli costarono freddezza e distacco politico e umano da parte delle nuove leve allineate alla dirigenza sovietica, e all'interno della prigione con i compagni di partito. Fra i motivi di contrasto con i comunisti incarcerati risiedeva l'idea gramsciana secondo la quale era velleitario pensare – come faceva il PCd'I in quel passaggio storico – che al collasso del fascismo avrebbe fatto seguito la rivoluzione; secondo il leader sardo, invece, si sarebbe dovuto procedere attraverso lo stadio intermedio di una "fase Costituente" da portare avanti insieme alle formazioni non comuniste.

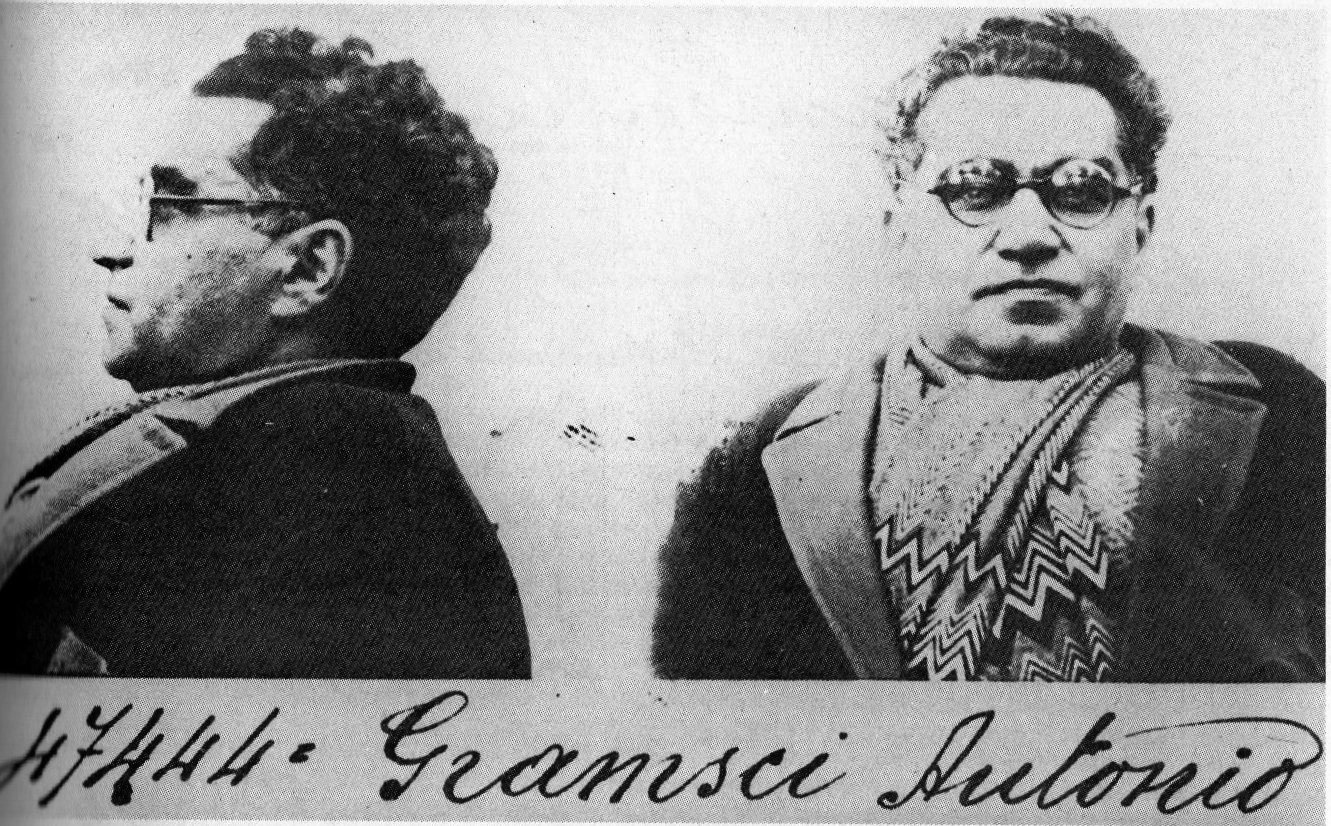
Foto segnaletica di Gramsci del 1933

Nonostante il suo stato emotivo, al fine di concorrere alla formazione di quadri dirigenti immuni da posizioni settarie, verso la fine del 1930 Gramsci prese la decisione di iniziare una serie di lezioni di educazione politica rivolta ai compagni di prigionia da tenersi nell'ora d'aria, ma ne ricavò delusione e amarezza: non solo si trovò a fronteggiare posizioni di meccanicismo astratto, ma in taluni casi fu anche oggetto di forte dissenso politico e persino di scherno personale e dell'accusa di godere di immotivati privilegi. Perciò dopo un paio di settimane il dirigente comunista concluse il corso, e l'accoramento per l'occasione sprecata lo indusse a isolarsi. A seguito delle sue posizioni contrarie alle conclusioni del VI Congresso, Gramsci venne emarginato dal collettivo del carcere di Turi, e quantunque nei suoi confronti non furono mai presi provvedimenti di espulsione dal Partito la sua figura era vista con sospetto e considerata ai margini, se non ormai al di fuori dell'organizzazione; in obbedienza allo stalinismo, il settarismo e il dogmatismo erano subentrati al dibattito, al ragionamento e al pensiero critico. Nel suo isolamento, per qualche mese fu confortato dalla solidarietà di un altro detenuto, il socialista Sandro Pertini: dopo un primo scambio polemico, si instaurò fra i due antifascisti un rapporto di empatia che fece ingelosire i detenuti comunisti convincendoli dell'eresia e del tradimento di cui era colpevole il carcerato sardo. Per affermare all'intero Partito l’autorevolezza del dirigente imprigionato e per difenderlo da critiche aspre e talvolta malevole dovette di nuovo intervenire con il suo prestigio Togliatti che nel 1931 impose il nome di Antonio Gramsci alla presidenza del IV Congresso del PCd'I.
Oltre alla precarietà della salute fisica e all'emarginazione politica, Gramsci era tormentato anche dalla lontananza di Giulia e dei loro due figli, rimasti in Russia. Le uniche consolazioni erano le lettere che intrecciava con la cognata Tatiana e quelle che mandava a Giulia o alla famiglia in Sardegna, ma lo sbocco di sangue nella notte del 3 agosto 1931 fu un segnale preoccupante che allarmò Tatiana; Carlo Gramsci andò a trovare il fratello detenuto e così avrebbe voluto fare anche Sraffa a cui però le autorità opposero un rifiuto. Gramsci viveva il proprio isolamento familiare e quello politico, la sua salute si aggravava ma la coerenza gli impediva di considerare qualsiasi ipotesi di domanda di grazia; il fermo rifiuto di presentare una supplica al Duce sottomettendosi al Fascismo e rinnegando i propri ideali costituirono un esempio di dignità e un incoraggiamento per i prigionieri politici del regime. Mentre le forze democratiche europee si battevano per la liberazione del dirigente comunista, la salute peggiorò seriamente; a seguito di una preoccupante relazione medica del prof. Arcangeli, chiamato da Tatiana Schucht per visitare il cognato, Gramsci lasciò Turi il 17 novembre 1933 e, sempre in stato di detenzione, il 7 dicembre fu ricoverato alla clinica Cusumano di Formia, sistemazione imposta da Mussolini che si rivelò inadeguata a curare i malanni del prigioniero.

### Gli ultimi anni
Un nuovo tentativo per la scarcerazione di Gramsci ebbe luogo nel 1934. Questa volta l'operazione sottotraccia coinvolse le diplomazie italiana e sovietica, e i colloqui avvennero fra gli ambasciatori italiani a Mosca e i diplomatici russi. La richiesta sovietica si basava sul fatto che il detenuto era sposato con Giulia Schucht e aveva due figli, Delio e Giuliano, tutti e tre di nazionalità sovietica. Come contropartita, il governo dell'URSS avrebbe mostrato disponibilità a far espatriare Antoinette Urusova, una principessa russa al momento relegata in Siberia a cui si interessava il Ministero degli Affari Esteri del governo italiano; successivamente, dalla Urusova l'interesse di Roma si spostò verso la liberazione dell'anarchico Alfonso Petrini, che aveva operato all'ambasciata di Mosca come delatore per conto della milizia fascista sugli emigrati italiani in Unione Sovietica e per questo condannato e mandato al confino. Nonostante l'impegno dei negoziatori italiani e sovietici, neppure questa richiesta andò a buon fine a causa del veto posto da Mussolini sul rilascio di Gramsci. Alla sua liberazione non giovarono la campagna di stampa in suo favore condotta nel maggio del 1933 e ancor meno le iniziative pubbliche dell'inverno del 1934; quella che Sraffa definì una «pubblicità intempestiva dei dirigenti [del PCd'I] di Parigi» irritò Mussolini che inasprì i controlli polizieschi sul detenuto ricoverato a Formia temendone la sua fuga.

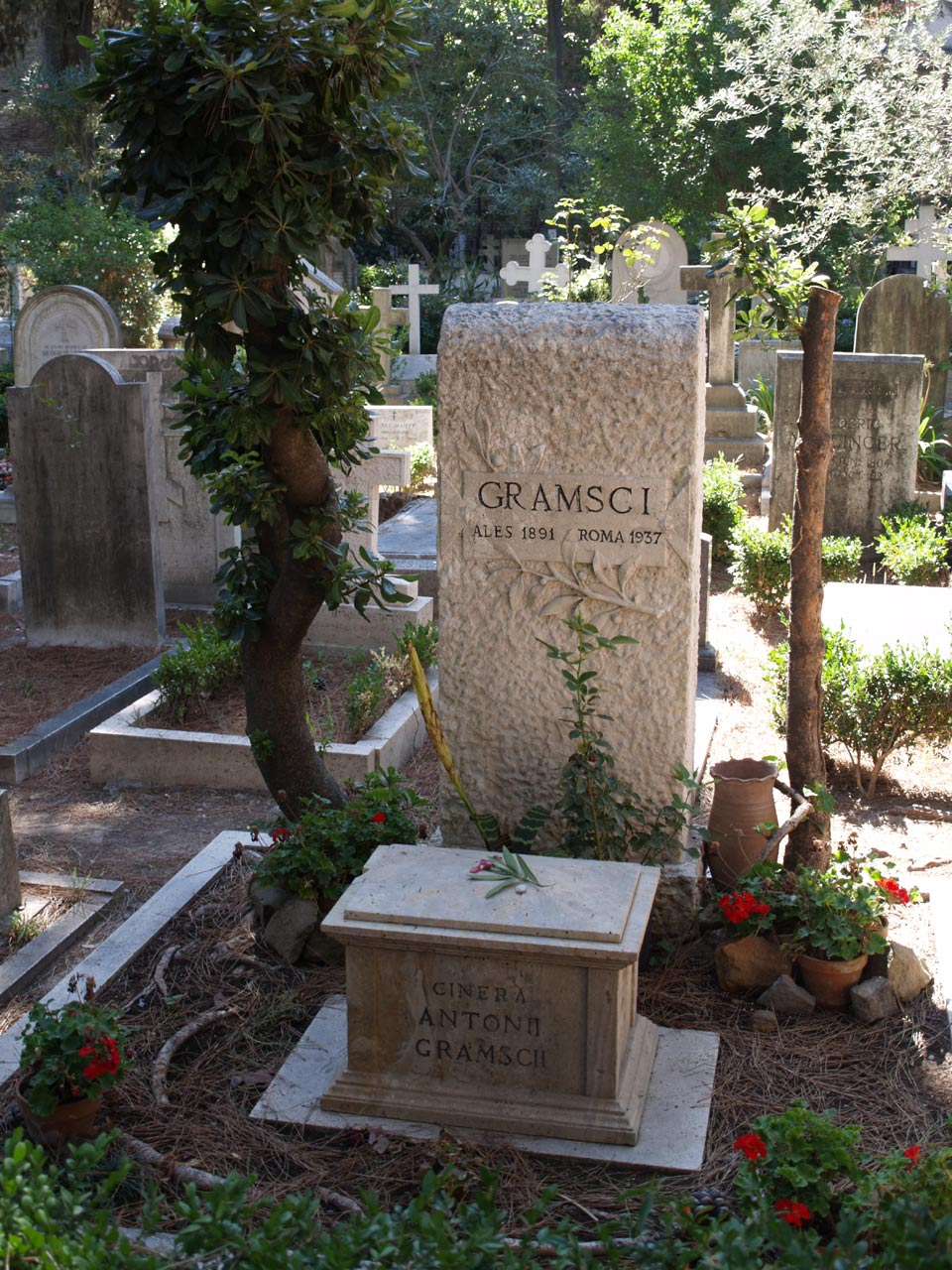
La tomba di Gramsci

In data 25 ottobre 1934 il leader comunista ottenne la libertà condizionale, rimanendo ricoverato nella clinica di Formia fino al 24 agosto 1935, quando fu trasferito alla clinica Quisisana di Roma. Per quanto le condizioni di spirito e il deperimento dell'organismo lo permettessero, leggeva libri, giornali e riviste e cercava di tenersi aggiornato sulle questioni sovietiche, ma le energie per scrivere erano assai ridotte. Era confortato dall'assistenza di Tatiana Schucht e da qualche visita di Sraffa; nel colloquio avuto con l'amico il 25 marzo 1937 emerse in Gramsci la decisione di espatriare in URSS una volta uscito dallo stato di prigionia, libertà prevista per il successivo 20 aprile.
Il 25 aprile 1937, proprio nel giorno in cui sarebbero state sospese le misure di detenzione nei suoi confronti, Gramsci venne colpito da un'emorragia cerebrale, rimanendo semiparalizzato. La situazione apparve disperata ai medici che lo visitarono subito; un prete e alcune suore accorsero al capezzale del malato in fin di vita ma Tatiana fermò risolutamente l'intrusione affinché la tranquillità del moribondo non venisse turbata. Antonio Gramsci morì alle 4:10 del 27 aprile, assistito dalla cognata, che ebbe la lucidità di mettere in salvo i Quaderni portandoli all'ambasciata sovietica. Il funerale ebbe luogo il giorno successivo; sotto il temporale, la bara fu seguita da una carrozza con il fratello Carlo e la cognata Tatiana Schucht. Il corpo fu cremato al Cimitero del Verano, dove l'urna con le ceneri venne dapprima custodita per essere poi, nell'estate del 1938, trasferita a cura della cognata presso il Cimitero acattolico di Roma.

## Il pensiero
Il pensiero di Gramsci si distingue per la sua notevole originalità e autonomia, anche nell'interpretazione dei testi marxisti. Esse derivano anche dal divario di ordine storico e geografico del tempo che caratterizzava l'Italia e che Gramsci ebbe modo di conoscere: da un lato la Sardegna, in rappresenta della parte arretrata del Paese, dall'altro Torino, centro di un moderno capitalismo industriale, già allora abitata da una massa di immigrati di origine contadina che si erano trasformati in operai; e per effetto di ciò, il movimento dei lavoratori era composto sia da operai che da contadini. Di conseguenza, diversamente dai marxisti provenienti o dall'una realtà o dall'altra, il pensatore sardo dispone di un contesto originale che gli permette di penetrare gli aspetti di entrambi i quadri politici e culturali, e di cogliere i termini nei quali interagiscono reciprocamente.
Si tratta di un'elaborazione che si è evoluta nel tempo, frutto dell'esperienza giovanile e delle letture e delle riflessioni del dirigente durante gli anni della sua lunga carcerazione nelle prigioni fasciste. Uno dei cardini risiede nello sviluppo del concetto di egemonia che si avvicina all'idea leniniana della dittatura del proletariato; con la differenza che Gramsci considera l'egemonia come preminenza della società civile su quella politica, mentre nella Russia di Lenin la società civile era debole e primitiva, perciò il primato viene dato alla società politica. Nell'analisi gramsciana dovrà dunque essere un gruppo sociale in grado di influenzare e trasformare le coscienze e il modo di pensare dell'intera società, e la lotta per l'egemonia ai fini del passaggio della classe operaia da subalterna in dominante dovrà precedere la presa del potere, e dovrà essere condotta anche durante e oltre quel determinato evento. Il processo sarà costituito attraverso una molteplicità di attività di carattere ideale e culturale tese a organizzare il più ampio consenso attorno ai propri valori, attività che vedono in posizione di direzione gli intellettuali – altro tema che si ritrova negli scritti gramsciani e che individua le figure che a vari livelli hanno assicurato il consenso degli strati subalterni alle classi dominanti. In prospettiva, entro questo quadro si dovrà muovere un partito – il moderno Principe che richiama il pensiero di Machiavelli, fondatore della scienza politica moderna – che, come intellettuale collettivo, sappia realizzare una riforma morale e intellettuale, sia strumento di direzione e di attuazione di un programma concreto, si colleghi con altri strati sociali nella consapevolezza della complessità della struttura sociale dei Paesi occidentali e sia politicamente attrezzato per passare da una battaglia di movimento a guerre di posizione che costituiscono la differenza fra il processo condotto in Russia e quello in Occidente nel raggiungere l'obiettivo rivoluzionario.
Gramsci indaga con acume la storia italiana passata e il suo presente, dedicando tempo all'analisi del Risorgimento ritenuto fattore storico positivo di modernizzazione dell'Italia e di allineamento alle culture europee, pur egemonizzato da forze moderate alle quali le forze di azione non hanno saputo contrapporre un'organizzazione di massa né coagulare e mobilitare le forze contadine del Mezzogiorno. E, ancor prima della detenzione, analizza il regime fascista ritenendolo un fenomeno articolato, un'organizzazione reazionaria di massa su base nazionale che permette la direzione dei ceti medi pur nella complessità delle relazioni fra il regime repressivo e le forze della borghesia; con le contraddizioni derivanti dal fatto che se da un lato borghesia agraria e grande latifondo si alleano contro operai e contadini, tale saldatura taglia fuori la piccola borghesia urbana – fascia sociale su cui si basa inizialmente il fenomeno fascista. Ma inizialmente sfugge a Gramsci – come a tutto il quadro dirigente del PCd'I appena formatosi – il carattere duraturo del fenomeno fascista che, mescolando nazionalismo e tratti di socialismo, sarà in grado di creare attorno ai suoi valori un consenso di massa.
È condiviso l'influsso su Gramsci di Giovanni Gentile da parte di studiosi di vari orientamenti, tratto evidenziato fra gli altri da Diego Fusaro, da Antimo Negri, e da Augusto Del Noce; secondo quest'ultimo, il pensatore sardo riprende l'impostazione immanentistica gentiliana, ma scindendo la religione dalla filosofia.
Alla raccolta dei suoi scritti e del suo pensiero sono dedicati istituti a Roma, Torino, Bologna, Palermo e Firenze.

## Opere

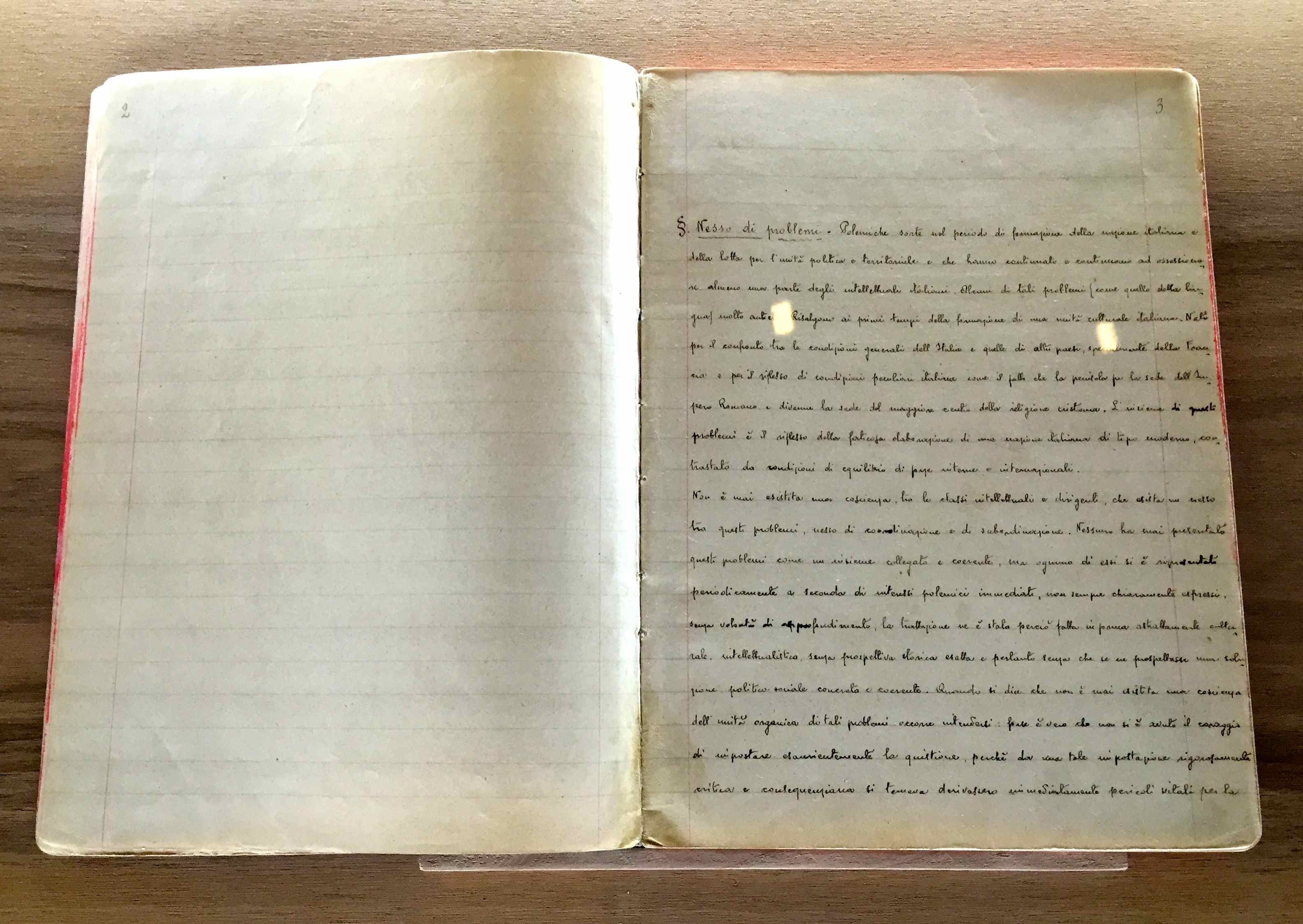
La pagina di un quaderno di Gramsci

### Opere scritte durante la prigionia
Le due opere più importanti di Gramsci sono:
- Lettere dal carcere – 1926-1937. La prima edizione parziale, del 1947, conteneva 218 lettere. Edizioni sempre più ampie si susseguirono fino all'edizione critica del 2020, contenente 511 testi:  Lettere dal carcere, a cura di Francesco Giasi, con la collaborazione e i contributi di Maria Luisa Righi, Eleonora Lattanzi e Delia Miceli, Collezione I Millenni, Torino, Einaudi, 2020, ISBN 978-88-062-4540-5.
- Quaderni del carcere – iniziati l'8 febbraio 1929, definitivamente interrotti nell'agosto 1935. La prima pubblicazione ebbe luogo nel dopoguerra a cura di Palmiro Togliatti e Felice Platone, nell'ambito di una complessiva edizione delle Opere di Antonio Gramsci per l'editore Einaudi. I curatori ordinarono tematicamente le note di cui è composto il testo dei quaderni, raggruppandole in sei volumi: 
  - Il materialismo storico e la filosofia di Benedetto Croce, pubblicato nel 1948
  - Gli intellettuali e l'organizzazione della cultura (1949)
  - Il Risorgimento (1949)
  - Note sul Machiavelli, sulla politica e sullo Stato moderno (1949)
  - Letteratura e vita nazionale (1950)
  - Passato e presente (1951)

Nel 1975, per Einaudi, i Quaderni sono stati ripubblicati in edizione critica, «ordinati secondo l'ordine cronologico di stesura ricostruito sulla base di riscontri oggettivi». Composta di tre volumi di testo più un quarto volume di apparato critico, è l'edizione di riferimento per gli studiosi.

### Scritti precarcerari
Gli scritti di Gramsci precedenti il suo arresto constano principalmente di articoli pubblicati su l'Avanti!, Il Grido del Popolo, L'Ordine Nuovo e l'Unità, raccolti in volume nel dopoguerra in varie edizioni.
Nell'ambito della sopra citata edizione delle Opere di Antonio Gramsci, per Einaudi, videro la luce i seguenti volumi, a cura di Elsa Fubini:
- Scritti giovanili. 1914-1918, Torino, Einaudi, 1958.
- Sotto la Mole 1916-1920, Torino, Einaudi, 1960
- L'Ordine Nuovo 1919-1920, Torino, Einaudi, 1954
- Socialismo e fascismo. L'Ordine Nuovo 1921-1922, Torino, Einaudi, 1966
- La costruzione del partito comunista 1923-1926, Torino, Einaudi, 1971.

Una nuova edizione cronologica delle opere precarcerarie fu iniziata nel 1980, sempre per l'editore Einaudi; essa ricomprese molti scritti di nuova attribuzione e altri che erano usciti dopo il 1945 solo in antologie. Numerosi passi degli articoli di Gramsci, che erano stati oscurati dalla censura quando uscirono su periodici durante la prima guerra mondiale e nel primo dopoguerra, furono per la prima volta resi noti in questa edizione, la quale non fu però portata a termine, fermandosi (per quanto riguarda gli articoli) agli scritti del 1920. Fu anche pubblicata, nel 1992, una raccolta di tutte le lettere di Gramsci precedenti l'arresto note fino ad allora.
- Cronache torinesi 1913-1917, premessa e cura di Sergio Caprioglio, pubblicato nel 1980
- La città futura 1917-1918, a cura di Sergio Caprioglio (1982)
- Il nostro Marx 1918-1919, a cura di Sergio Caprioglio (1984)
- L'Ordine nuovo 1919-1920, avvertenza e cura di Valentino Gerratana e Antonio A. Santucci (1987)
- Lettere 1908-1926, avvertenza e cura di Antonio A. Santucci (1992).

### Antologie
- Antonio Gramsci, 2000 pagine di Gramsci (Vol.I: Nel tempo della lotta; Vol.II: Lettere edite e inedite, 1912-1937), a cura di Niccolò Gallo e Giansiro Ferrata (supervisione di Mario Alicata), Milano, Il Saggiatore, 1964, ISBN non esistente.
- Antonio Gramsci, La questione meridionale, a cura di Franco De Felice e Valentino Parlato, Roma, Editori Riuniti, 1966, ISBN non esistente.
- Antonio Gramsci, Scritti politici, a cura di Paolo Spriano, Roma, Editori Riuniti, 1967, ISBN non esistente.
- Antonio Gramsci, Sul fascismo, a cura di Enzo Santarelli, Roma, Editori Riuniti, 1974, ISBN non esistente.
- Antonio Gramsci, Filosofia e politica. Antologia dei "Quaderni del carcere", a cura di Franco Consiglio e Fabio Frosini, Firenze, La Nuova Italia, 1997, ISBN 8822118618.

Fra le antologie dei suoi scritti pubblicate postume, si annoverano alcune raccolte di fiabe e racconti che Gramsci scrisse o tradusse in carcere per i suoi figli:
- Antonio Gramsci, L'albero del riccio, Roma, Editori Riuniti, 1966, ISBN non esistente.
- Antonio Gramsci, Favole di libertà. Le fiabe dei fratelli Grimm tradotte in carcere, Roma, Robin, 2008, ISBN 9788873714095.

### Edizione nazionale
Posta sotto il patronato della Presidenza della Repubblica, è stata istituita nel 1996 l'Edizione nazionale degli scritti di Antonio Gramsci, ripartita in tre sezioni: Scritti 1910-1926; Quaderni del carcere 1929-1935; Epistolario 1906-1937. L’editore dell’opera, in corso di pubblicazione, è l’Istituto dell'Enciclopedia italiana. A tutto il 2022 sono stati pubblicati i seguenti volumi:
- Antonio Gramsci, Quaderni del carcere 1. Quaderni di traduzioni (1929-1932), a cura di Giuseppe Cospito e Gianni Francioni, Roma, Istituto della Enciclopedia Italiana, 2007.
- Antonio Gramsci, Epistolario 1. Gennaio 1906-Dicembre 1922, a cura di David Bidussa, Francesco Giasi, Gadi Luzzatto Voghera e Maria Luisa Righi, con la collaborazione di Leonardo Pompeo D'Alessandro, Benedetta Garzarelli, Eleonora Lattanzi, Luigi Manias e Francesco Ursini, Roma, Istituto della Enciclopedia Italiana, 2009.
- Antonio Gramsci, Epistolario 2. Gennaio-Novembre 1923, a cura di David Bidussa, Francesco Giasi e Maria Luisa Righi, con la collaborazione di Leonardo Pompeo D'Alessandro, Eleonora Lattanzi e Francesco Ursini, Roma, Istituto della Enciclopedia Italiana, 2011, ISBN 8812000258.
- Antonio Gramsci, Scritti (1910-1926) 2. 1917, a cura di Leonardo Rapone, con la collaborazione di Maria Luisa Righi e il contributo di Benedetta Garzarelli, Roma, Istituto della Enciclopedia Italiana, 2015, ISBN 8812005802.
- Antonio Gramsci, Documenti 1. Appunti di glottologia 1912-1913: un corso universitario di Matteo Bartoli redatto da Antonio Gramsci, a cura di Giancarlo Schirru, Roma, Istituto della Enciclopedia Italiana, 2016, ISBN 978-88-12-00597-0.
- Antonio Gramsci, Quaderni del carcere 2. Quaderni miscellanei (1929-1935), a cura di Giuseppe Cospito, Gianni Francioni e Fabio Frosini, Roma, Istituto della Enciclopedia Italiana, 2017, ISBN 9788812006472.
- Antonio Gramsci, Scritti (1910-1926) 1. 1910-1916, a cura di Giuseppe Guida e Maria Luisa Righi, Roma, Istituto della Enciclopedia Italiana, 2019, ISBN 9788812008391.

## Nella cultura di massa
Il cinema si è interessato ad Antonio Gramsci dedicandogli film in forma storica o documentaristica. Nel 1973 il filosofo sardo è stato fra i protagonisti de Il delitto Matteotti, per la regia di Florestano Vancini. Quattro anni dopo è uscito nelle sale Antonio Gramsci - I giorni del carcere, diretto da Lino Del Fra. Raffaele Maiello ha girato per la TV nel 1981 lo sceneggiato biografico Vita di Antonio Gramsci. Nel 2005 è stato realizzato da Gabriele Morleo un cortometraggio con i prigionieri del carcere di Turi intitolato Gramsci, film in forma di rosa. I giorni della detenzione trascorsi a Ustica dal dirigente comunista sono rievocati nel film documentario del 2016 Gramsci 44, del regista Emiliano Barbucci. Nel 2017, Daniele Maggioni, Maria Grazia Perria e Laura Perini hanno diretto Nel mondo grande e terribile. Il film, prodotto in collaborazione con l'Istituto Gramsci della Sardegna e con la Fondazione Gramsci, è imperniato sulle Lettere dal carcere e sui Quaderni del carcere e ripercorre alcuni periodi dell’esistenza di Antonio Gramsci assieme alle sue riflessioni storiche, politiche e culturali.
Il teatro ha preceduto il cinema nell'attenzione mostrata per Gramsci. Già nella stagione 1971-1972, è stato messo in scena Compagno Gramsci, lavoro teatrale tratto dal testo di Maricla Boggio e Franco Cuomo, per la regia di Maricla Boggio. Nel 1975 è stato rappresentato Nonostante Gramsci, ensemble di parole e musica, su testo di Adele Cambria, che rilegge in chiave femminista i rapporti tenuti da Gramsci con Giulia, Eugenia e Tatiana Schucht. L'opera ha avuto un allestimento anche a New York. Recentemente, nel 2022, Gad Lerner è venuto in possesso di tre inediti scolastici del liceale Gramsci e, in collaborazione con la collega Silvia Truzzi, ha portato sul palco l'anno seguente Il sogno di Gramsci, spettacolo che esplora gli anni giovanili del futuro leader comunista.
Il dirigente sardo è anche rievocato in due brani musicali: Quello lì (compagno Gramsci), canzone di Claudio Lolli del 1973 contenuta nell'album Un uomo in crisi. Canzoni di morte. Canzoni di vita, e Nino, pezzo dei Gang che fa parte dell'album Sangue e cenere.